# Stadtbahn Düsseldorf
Die Stadtbahn Düsseldorf bildet zusammen mit der S-Bahn das Rückgrat des öffentlichen Personennahverkehrs (ÖPNV) in Düsseldorf, welches durch weitere Straßenbahn- und Buslinien ergänzt wird. Auf einigen Linien verkehren die Stadtbahnen über die Stadtgrenzen Düsseldorfs hinaus in die benachbarten Städte Neuss, Meerbusch, Krefeld, Duisburg und Ratingen.
Das Düsseldorfer Netz ist Bestandteil der Stadtbahn Rhein-Ruhr. Nachdem bereits 1981 der Vorlaufbetrieb durch ein erstes Tunnelteilstück aufgenommen wurde, kann seit 1988 mit der Freigabe des Innenstadttunnels der gesamte ÖPNV auf der stark frequentierten Achse zwischen Altstadt und Hauptbahnhof unterirdisch abgewickelt werden. Der hier begonnene Hochflurbetrieb und die spätere Umstellung des Fahrzeugparks für den Straßenbahnbetrieb auf Niederflurtechnik hat zu einer überwiegenden Trennung des schienengebundenen ÖPNV in ein Stadtbahn- und ein Straßenbahnnetz geführt.
Mit der Aufnahme des Linienbetriebs auf der Wehrhahn-Linie am 21. Februar 2016 wuchs das Stadtbahnnetz auf eine Streckenlänge von 85,5 und eine Linienlänge von 188,2 Kilometer, im Geschäftsbericht 2020 der Rheinbahn wird die Streckenlänge des Stadtbahnnetzes mit 98,7 km angegeben. Die elf – statt zuvor sieben – Linien werden mit 135 Fahrzeugen der Rheinbahn und auf der Linie U79 gemeinsam mit der Duisburger Verkehrsgesellschaft (DVG) betrieben. Nachdem im Januar 2024 die Linie U74 eingestellt und ihre Fahrten von der U76 übernommen wurden, verringerte sich die Anzahl der Linien auf zehn.
Auf dem gesamten Netz gilt der Tarif des Verkehrsverbundes Rhein-Ruhr (VRR).

## Geschichte

### U-Bahn-Planungen
Die ursprünglichen Planungen der 1960er Jahre sahen ein U-Bahn-System für Düsseldorf vor. 1959 erwog die Stadt Düsseldorf auf Basis der Ergebnisse einer Sonderkommission, gebildet aus Stadtverwaltung, Polizei und der Rheinbahn, ein insgesamt 47 Kilometer langes klassisches U-Bahn-Netz mit fünf Linien. Ihren Entwürfen folgend hätte dieses mit lediglich drei ergänzenden Omnibuslinien die Straßenbahn komplett ablösen und die Verkehrswege der Landeshauptstadt autogerecht machen sollen.
Beabsichtigt waren hierbei mehrere in verschiedene Stadtteile führende Streckenabschnitte, die in zwei Stammstrecken in der Innenstadt gebündelt worden wären. Eine Verknüpfung dieser war an einem zentralen U-Bahnhof an der heutigen Heinrich-Heine-Allee vorgesehen. Diese Planungen wurden jedoch durch den Einfluss der nordrhein-westfälischen Landesregierung als finanzieller Förderer zugunsten eines Stadtbahnsystems im gesamten Rhein-Ruhr-Raum modifiziert.

### Stadtbahn Rhein-Ruhr
Die Planungen einer Stadtbahn Ruhr im Ruhrgebiet waren Ende der 1960er Jahre bereits weit fortgeschritten, als die Düsseldorfer Planung in das Gesamtsystem (nun Stadtbahn Rhein-Ruhr) aufgenommen wurden. Entsprechend der bereits begonnenen Baumaßnahmen auf Duisburger Stadtgebiet mussten die Düsseldorfer Planungen angepasst werden. Statt im Süden des Stadtgebietes mit einer Anbindung der Universität an die Innenstadt zu beginnen, wurde der Bau des nördlichen Teils der heutigen Stammstrecke an der alten Messe vorgezogen. Die Netzplanung wurde nun auf vier Stammstrecken ausgedehnt.
Die erste Stammstrecke sollte die Überlandlinie aus Duisburg durch die Innenstadt und Oberbilk ins südliche gelegene Himmelgeist führen. Die zweite Stammstrecke sollte die Verbindungen aus Krefeld und Neuss durch die Düsseldorfer Innenstadt nach Lierenfeld führen. Für diese ersten beiden Stammstrecken war ein gemeinsamer viergleisiger Tunnel im Abschnitt zwischen Heinrich-Heine-Allee und Hauptbahnhof vorgesehen. Die dritte Stammstrecke sah eine innerstädtische Verbindung des im Süden gelegenen Benrath und dem Stadtteil Grafenberg im Osten vor.
Die vierte Stammstrecke sollte aus dem südlich der Innenstadt gelegenen Bilk nach Norden in den Stadtteil Unterrath führen. Dabei sollten Verknüpfungspunkte am Bahnhof Düsseldorf-Bilk (3. und 4.), am U-Bahnhof Oststraße (1., 2. und 4.), am U-Bahnhof Heinrich-Heine-Allee (1., 2. und 3.) und am U-Bahnhof Pempelforter Straße (3. und 4.) entstehen.
Die Bauarbeiten für die Tunnelstrecken der ersten und zweiten Stammstrecke wurden im Jahre 2002 weitgehend abgeschlossen. Bis zur Verlängerung des Innenstadttunnels nach Oberbilk in jenem Jahr wurde direkt hinter der Rampe östlich des Hauptbahnhofs die oberirdische Haltestelle Stahlwerkstraße bedient. Zwischen den beiden Richtungsgleisen der Haltestelle befand sich eine viergleisige Kehranlage mit einer Stellkapazität für insgesamt 12 Stadtbahnwagen, die ebenfalls aufgegeben wurde.
Für die dritte Stammstrecke, die Wehrhahn-Linie, begannen die Bauarbeiten im November 2007. Sie wurde am 21. Februar 2016 in Betrieb genommen. Die Planungen für die vierte Stammstrecke werden nicht weiter verfolgt. Es wurden beim Bau des U-Bahnhofes Oststraße auch keine Bauvorleistungen geschaffen, wie dies am U-Bahnhof Heinrich-Heine-Allee mit dem Bau einer dritten unterirdischen Ebene geschehen war. Neben einzelnen Streckenergänzungen wird stattdessen über eine andere Führung einer weiteren Stammstrecke vom Düsseldorfer Hauptbahnhof in den Medienhafen nachgedacht. Diese wurde in den Nahverkehrsplan der Stadt (2002–2007) aufgenommen.
Die ursprünglichen U-Bahn-Planungen sahen vor, die Stammstrecke 1 von Oberbilk kommend durch das spätere Bundesgartenschau-Gelände des Südparks zu führen. Dort war vor den Planungen für die BuGa eine größere Bebauungsmaßnahme mit Wohnhäusern geplant. Diese Trasse hätte eine Anbindung der Heinrich-Heine-Universität zur Folge gehabt. Jedoch wurden diese Pläne nicht weiter verfolgt.
In den Jahren 2005 und 2006 setzten sich die Studentenvertretungen der Düsseldorfer Hochschulen massiv für eine direkte Verbindung aller Hochschulstandorte auf dem Stadtgebiet ein und organisierten zu diesem Zweck eine Unterschriftensammlung. Der Nahverkehrsplan 2002–2007 sah bereits vor, diese Verbindung zu schaffen. Der Düsseldorfer Stadtrat hatte letztlich im Jahre 2006 einen positiven Beschluss zum Bau dieser Strecke gefasst. Dieser begann im Jahr 2009 und konnte ein Jahr später abgeschlossen werden. Anschließend konnte die U79 von ihrer bisherigen Endstation Kaiserslauterner Straße parallel zu den Linien U74 und U77 bis zur Haltestelle Werstener Dorfstraße geführt werden. Von dort verlief sie parallel zur damaligen Straßenbahnlinie 701 (heute U71 und U83) in Richtung Innenstadt. Dafür war lediglich der Einbau von vier Weichen und wenigen Metern Verbindungsgleisen notwendig. Ab der Haltestelle Südpark wurde die U79 parallel zur damaligen Linien 707 (heute U73) zu ihrer neuen Endhaltestelle Universität Ost geführt. Die Kosten für diese Maßnahme wurden seitens der Stadt auf 8,6 Millionen Euro geschätzt.

## Strecken
Das Düsseldorfer Stadtbahnnetz wurde ursprünglich mit vier Stammstrecken konzipiert. Seit 1988 sind die erste und die zweite Stammstrecke in Betrieb.
Die dritte Stammstrecke (Wehrhahn-Linie) wurde nach neun Jahren Bauzeit am 20. Februar 2016 eröffnet. Die Planung der vierten Stammstrecke wurde aufgegeben. Dafür wurden zwei andere Strecken in die langfristige Planung aufgenommen, die Stammstrecke 5 (U81) und die Stammstrecke 6.

### Erste und zweite Stammstrecke
Die seit 1988 in Betrieb befindliche Stadtbahn führt alle Linien in einen gemeinsamen Tunnel zusammen. Dabei handelt es sich bei der nördlichen Trasse (Richtung Duisburg) um die erste Stammstrecke der Düsseldorfer Stadtbahn. Die zweite Stammstrecke ist die Bezeichnung für die Relation Krefeld/Neuss – Hauptbahnhof – Eller.

#### Nordstrecke

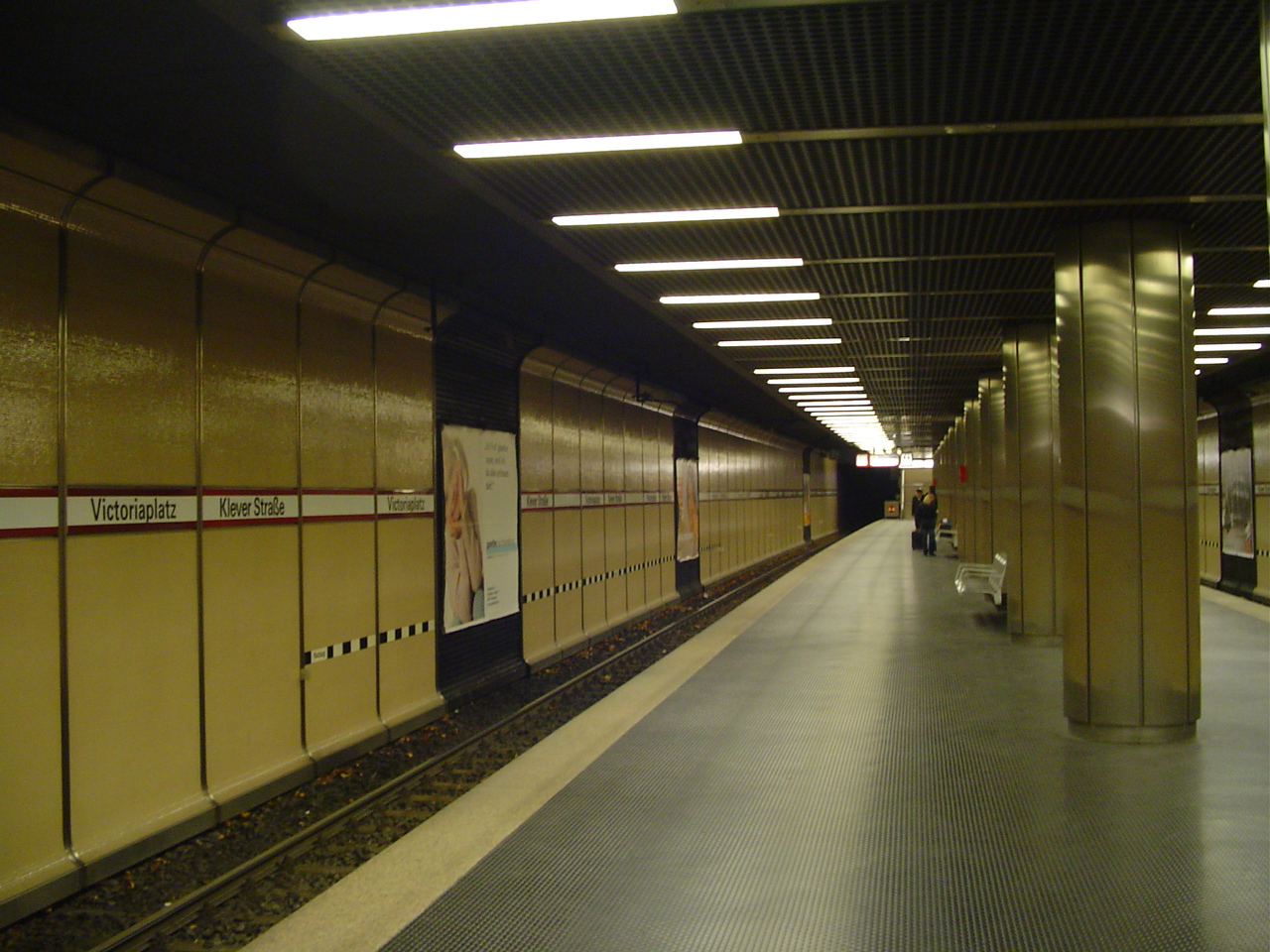
Der U-Bahnhof ERGO-Platz/Klever Straße

Die erste zur Ausführung gekommene Tunnelstrecke lag nördlich der Innenstadt. Der 1981 fertiggestellte und mit einem Vorlaufbetrieb genutzte Tunnel begann mit einer Rampe vor dem Opernhaus. Anschließend unterquerte der Tunnel den Hofgarten und erreichte den U-Bahnhof Nordstraße im Stadtteil Pempelfort. Der nächste Halt war der U-Bahnhof ERGO-Platz/Klever Straße, zum Zeitpunkt seiner Eröffnung noch Klever Straße ohne Namenszusatz. Kurz vor dem Kennedydamm erreicht die Strecke wieder die Oberfläche. Der darauf folgende Abschnitt bis zum Reeser Platz ist weiterhin für eine unterirdische Streckenführung vorgesehen. Der Tunnelweiterbau wurde entsprechend baulich vorbereitet, indem dieser auch unterhalb der Rampe am Kennedydamm weiterverläuft. Von der Station Reeser Platz bis zur Haltestelle Freiligrathplatz bzw. bis zur Messe wurde die Strecke in den 1990er Jahren mit Hochbahnsteigen ausgerüstet und auf eigener Trasse auf Stadtbahnstandard gebracht.
Der am Freiligrathplatz abzweigende Ast zur Messe bzw. zur Merkur Spiel-Arena wurde zuletzt 2004 durch den Bau des Bahnhofs Arena/Messe Nord (jetzt: Merkur Spiel-Arena/Messe Nord) auf eine Netzerweiterung vorbereitet. Dort soll eine zuvor in Höhe des Nordparks abgezweigte Trasse wieder auf bestehende Gleise treffen. Außerdem ist eine Rheinquerung mit Anschlüssen nach Neuss bzw. Meerbusch und Krefeld geplant. Der weitere Verlauf der Strecke nach Norden Richtung Duisburg entspricht bereits heute weitestgehend dem gültigen Stadtbahnstandard. Die restlichen Haltestellen sollen ebenfalls mit Hochbahnsteigen ausgerüstet werden.

#### Innenstadttunnel

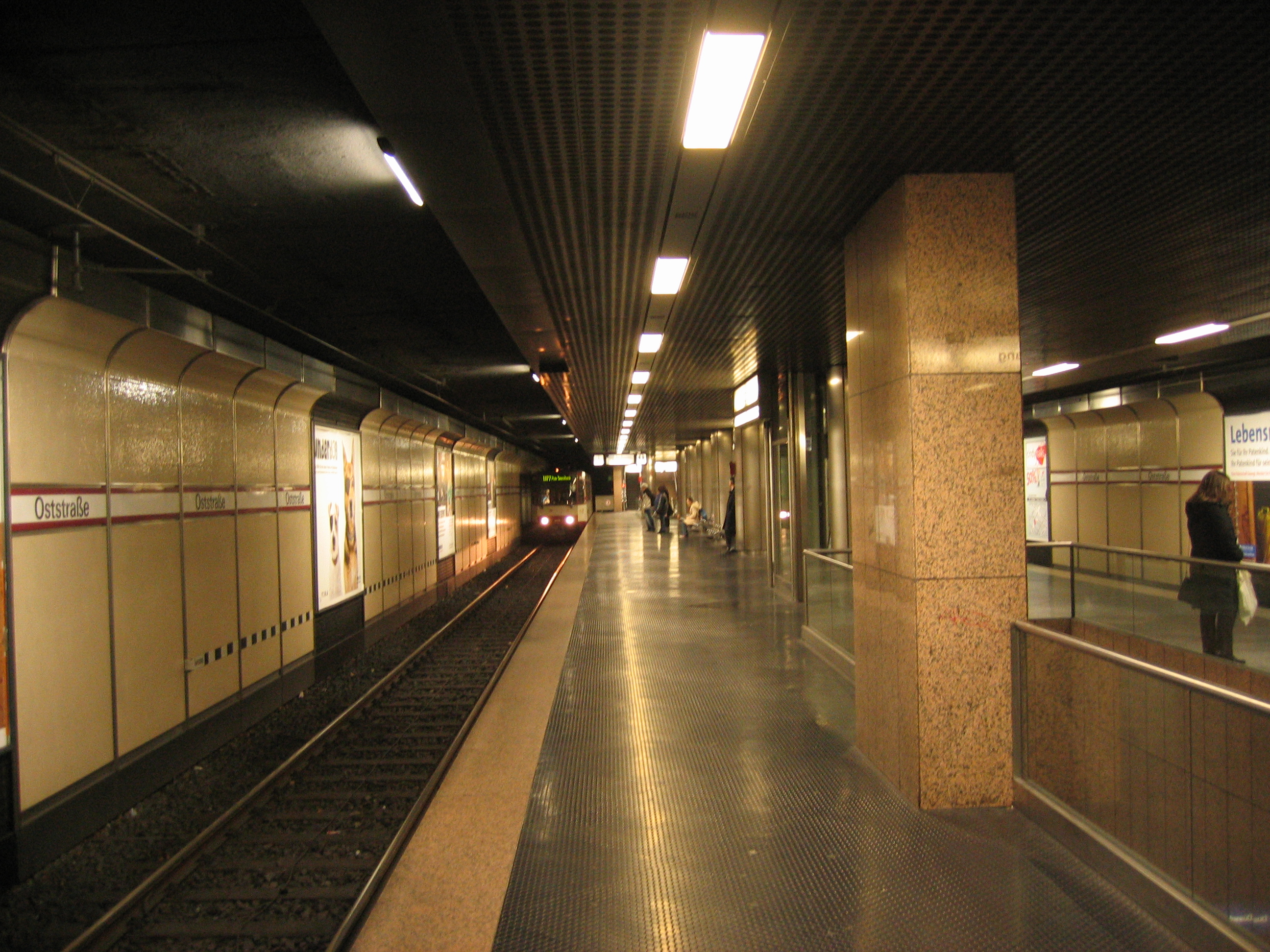
Der U-Bahnhof Oststraße

Der Kern des Düsseldorfer Stadtbahnnetzes ging 1988 in Betrieb. Der Innenstadttunnel beginnt mit einer Rampe in Höhe der Kunstakademie. Von dort kommen die Linien aus Neuss, Krefeld und den linksrheinischen Stadtteilen Düsseldorfs über die Oberkasseler Brücke. Nach einem Halt an der Tonhalle werden sie in den Tunnel geführt. In Höhe des Ratinger Tores werden die Gleise der Nordstrecke eingefädelt. Der erste Halt ist der Verknüpfungsbahnhof Heinrich-Heine-Allee. Hier halten an zwei Mittelbahnsteigen die eben beschriebenen Linien auf vier Gleisen. Im darüber liegenden Geschoss befindet sich eine Einkaufspassage. In der dritten unterirdischen Ebene wurden bereits Vorleistungen in Form eines Tunnelstücks gebaut, um den Umstieg zu den Linien der dritten Stammstrecke zu ermöglichen. Der Tunnel fasst nun in seinem weiteren Verlauf die in eine gemeinsame Richtung verlaufenden Gleispaare zusammen. Dabei entsteht ein zweigeschossiger Tunnel. So sind die nun folgenden Bahnhöfe Steinstraße/Königsallee und Oststraße inklusive Verteilerebenen dreigeschossig ausgeführt. Erst am Hauptbahnhof liegen die Gleise wieder auf einer Ebene, wie am Bahnhof Heinrich-Heine-Allee nebeneinander an zwei Richtungsbahnsteigen.
Am Hauptbahnhof bestehen Umsteigebeziehungen zu allen Düsseldorfer S-Bahn-Linien und dem Regional- und Fernverkehr der Deutschen Bahn. Der Tunnel führt nun weiter zu einer unterirdischen Abstellanlage. Zum Zeitpunkt seiner Eröffnung führten hinter dem Hauptbahnhof Rampenanlagen die Gleise wieder an die Oberfläche. Durch den weiteren Ausbau Richtung Eller und Oberbilk wurden diese jedoch zusammen mit der Haltestelle Stahlwerkstraße an der Oberfläche wieder zurückgebaut.

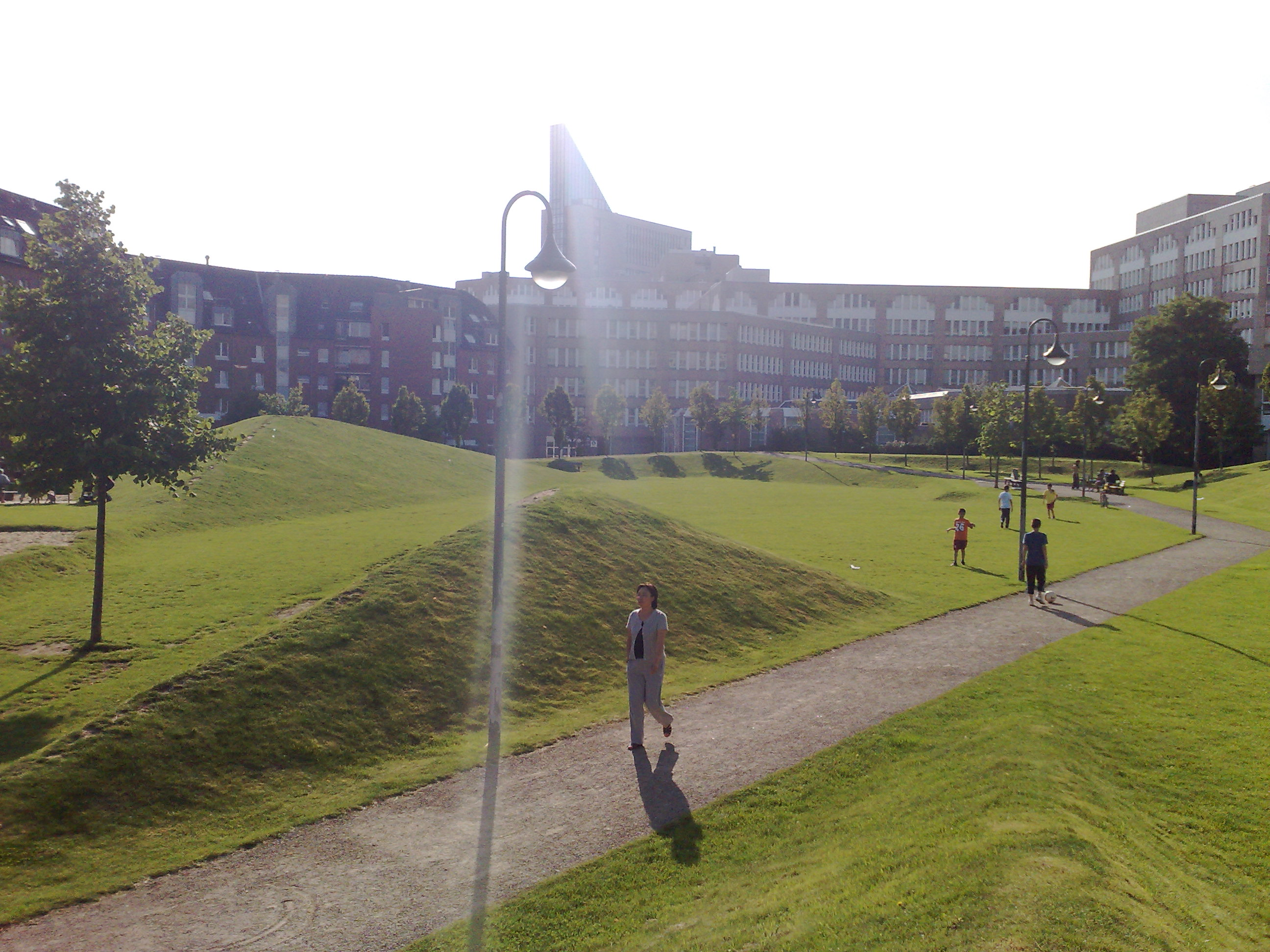
Ehemalige Einfahrt der Rampe Stahlwerkstraße (August 2008)
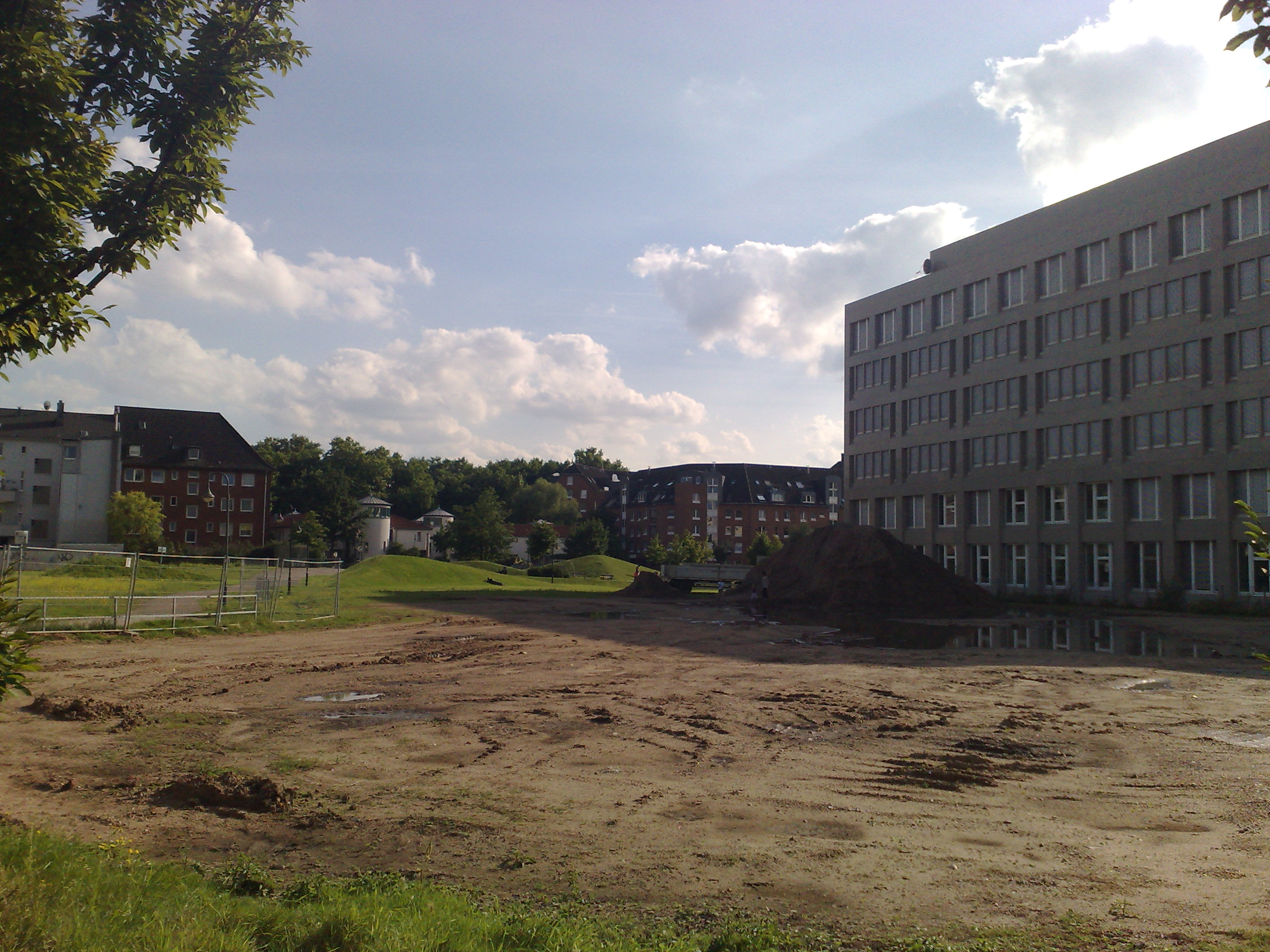
Ehemalige Wendeanlage Stahlwerkstraße (August 2008)

#### Tunnel Richtung Eller

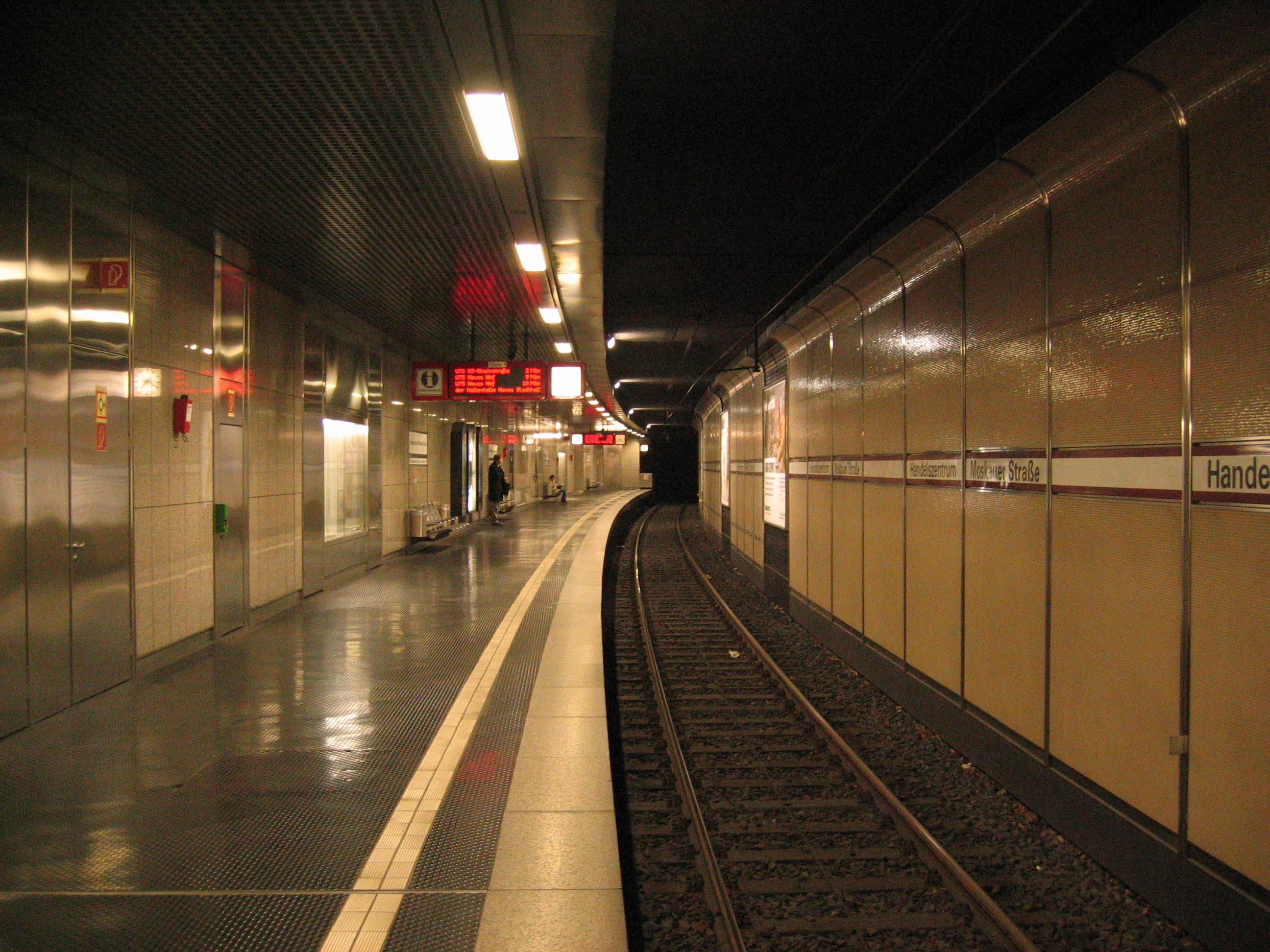
Der U-Bahnhof Handelszentrum/Moskauer Straße

Im Jahr 1993 wurde die Verlängerung des Innenstadttunnels in Richtung Eller in Betrieb genommen. Dabei wurde der Tunnel in Richtung Osten mit einem anschließenden Schwenk nach Süden fortgesetzt. Der erste weitere U-Bahnhof Handelszentrum/Moskauer Straße wurde mit zwei versetzten Ebenen gebaut. Dadurch wurde ein Ausfädeln des später in Richtung Oberbilk gebauten Tunnels ermöglicht. Die in Richtung Innenstadt führende Strecke hält am höhergelegenen Bahnsteig. Im Umfeld des neuen Bahnhofes sollte ein internationales Handelszentrum entstehen, dessen Planungen bis heute (2007) nur in Teilen umgesetzt wurden. Im weiteren Verlauf der Strecke wurde der U-Bahnhof Kettwiger Straße errichtet. Hier bestehen Umsteigemöglichkeiten zu Straßenbahn und Bus. Kurz hinter diesem führt eine Rampe die Strecke wieder an die Oberfläche. Nach einer kurzen Strecke auf eigenem Gleiskörper mit einem Halt an einer Station mit Hochbahnsteig wird die Trasse im Straßenraum ohne eigenen Bereich weitergeführt. Ein Weiterbau des Tunnels ist nicht geplant und ein Ausbau mit eigenem Gleiskörper ist auf Grund der beengten Verhältnisse nicht möglich.

#### Tunnel Oberbilk

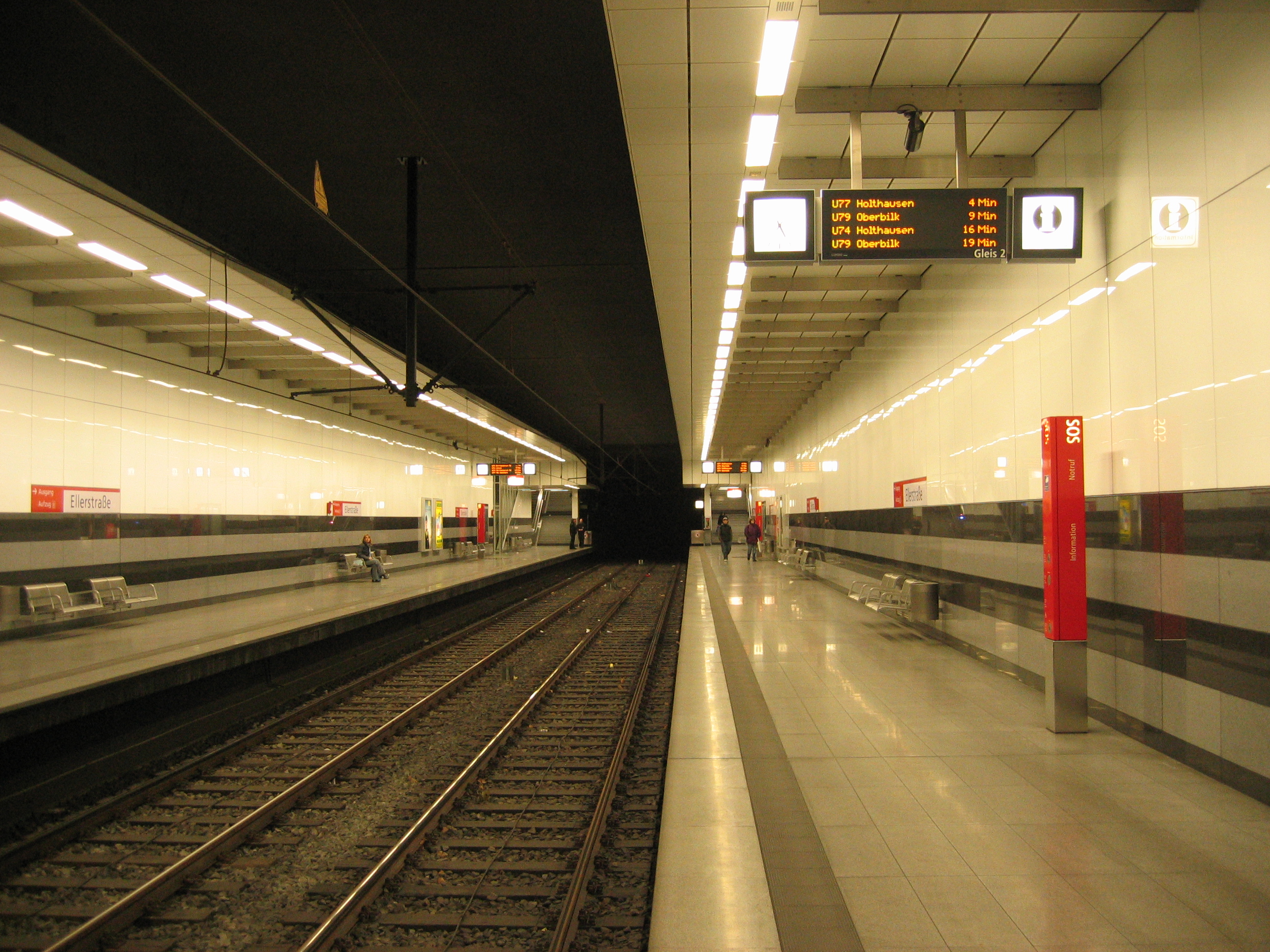
Der U-Bahnhof Ellerstraße

Zwischen 1996 und 2002 wurde mit Hilfe eines Tunnelbohrers die Abzweigung des Tunnels hinter dem Hauptbahnhof durch Oberbilk gebaut. Dabei entstanden drei U-Bahnhöfe und in einem zweiten Abschnitt weitere drei oberirdische Haltestellen. Der U-Bahnhof Oberbilker Markt/Warschauer Straße bildet dabei den Auftakt aus Richtung Innenstadt. Zwei Zugänge führen auf eine Galerie, von der die beiden Seitenbahnsteige erreicht werden können. Der Bau dieser, bedingt durch die Bauweise mit einer Tunnelbohrmaschine, ist bislang ein Novum im Düsseldorfer Stadtbahnsystem. Sie entstanden ebenfalls in den Bahnhöfen Ellerstraße und Oberbilk S. Letzterer erschließt die Veranstaltungshalle Mitsubishi Electric Halle (ehemals Philipshalle) und stellt am S-Bahnhof Oberbilk eine Verknüpfung zur S-Bahn sowie zur Straßenbahn her. Im weiteren südlichen Verlauf erreicht die Strecke über eine Rampenanlage die Oberfläche. Im Folgenden wurden neben einer Abstellanlage drei Hochbahnsteige und ein eigener unabhängiger Gleisbereich gebaut. Der Abschnitt südlich der querenden A 46 wurde bereits in den 1990er Jahren mit einem eigenen Gleiskörper, jedoch nicht mit Hochbahnsteigen ausgestattet. Eine Verlängerung der bis dahin in Holthausen endenden Stadtbahnlinie U74 nach Benrath wurde im September 2009 realisiert. Seit Inbetriebnahme der Wehrhahnlinie im Februar 2016 endet diese Linie jedoch – bis auf zwei morgendliche Schülerfahrten – wieder in Holthausen. Im Januar 2024 wurde die Linie U74 schließlich eingestellt; die Fahrten nach Holthausen übernimmt seitdem die Linie U76.

#### Strecke nach Krefeld (K-Bahn)
Die K-Bahn hat ihren Namen aus der Zeit des Beginns der Düsseldorfer Straßenbahn. Die Überlandstrecken in die umgebenden Städte gehörten früh zum Angebot des Düsseldorfer Nahverkehrs. So wurden diese zur besseren Unterscheidbarkeit mit den innerstädtisch verkehrenden Straßenbahnlinien nicht mit Nummern, sondern mit Buchstaben ausgezeichnet. Diese orientierten sich an den Zielstädten. So führte die Linie nach Krefeld den Buchstaben K und wurde im allgemeinen Sprachgebrauch zur K-Bahn. Heute können unter dieser Bezeichnung die Linien U70, U76 und U77 zusammengefasst werden. Diese verkehren in Düsseldorf von den Stadtteilen Lierenfeld, Holthausen, Oberbilk und Stadtmitte aus in die linksrheinischen Stadtteile und weiter nach Meerbusch und Krefeld.

#### Strecke nach Duisburg (D-Bahn)
Die zweite heute noch bestehende Überlandstrecke wurde zur nördlichen Nachbarstadt Duisburg gebaut. An der D-Bahn begann in beiden Städten der Stadtbahnbau. In Duisburg begann man an oberirdischen Strecken, in Düsseldorf wurde der Tunnel der Nordstrecke dem Baubeginn im Süden der Stadt vorgezogen. Heute verbindet die Linie U79 die Universität von Düsseldorf mit der Duisburger Innenstadt, wo sie Teil der Stadtbahn Duisburg ist. Des Weiteren verkehrt auf dieser Strecke die Linie U78, die den Düsseldorfer Hauptbahnhof mit dem Messegelände und der Merkur Spiel-Arena verbindet. Für die Zukunft ist eine Verlängerung der Strecke im Norden ins linksrheinische Meerbusch geplant.

#### Strecke nach Neuss
Eröffnet wurde die Linie von Düsseldorf über Oberkassel nach Neuss bereits am 5. August 1901. Durch die Eröffnung der Südbrücke am 12. Oktober 1929 verkehrte die damalige Linie 16 von nun an als Ringlinie vom Düsseldorfer Hauptbahnhof über Oberkassel, Heerdt, Neuss, Südfriedhof und Graf-Adolf-Straße zum Düsseldorfer Hauptbahnhof. Mit der Umstrukturierung des Netzes in den 1970er Jahren wurde die Linie 16 in Linie 5 umbenannt. Durch eine erneute Unterbrechung des Ringverkehrs in den 1980er Jahren verblieb die Linie 5 auf dem nördlichen durch Oberkassel geführten Teil des Ringes. Den südlichen Teil über die Südbrücke übernahm eine neue Linie. Mit der Eröffnung des Innenstadttunnels 1988 wurde die Linie 5, die bereits durch die Gründung des VRR 1980 in 705 umbenannt wurde, in den Tunnel verlegt. Die damals noch südlich vom Hauptbahnhof über die ehemalige Rampe Stahlwerkstraße in Oberbilk endende Linie 705 pendelt nun seit der Eröffnung des Tunnels Handelszentrum – Ronsdorfer Str. am 26. September 1993 als Linie U75 zwischen Neuss und Eller.

### Wehrhahn-Linie

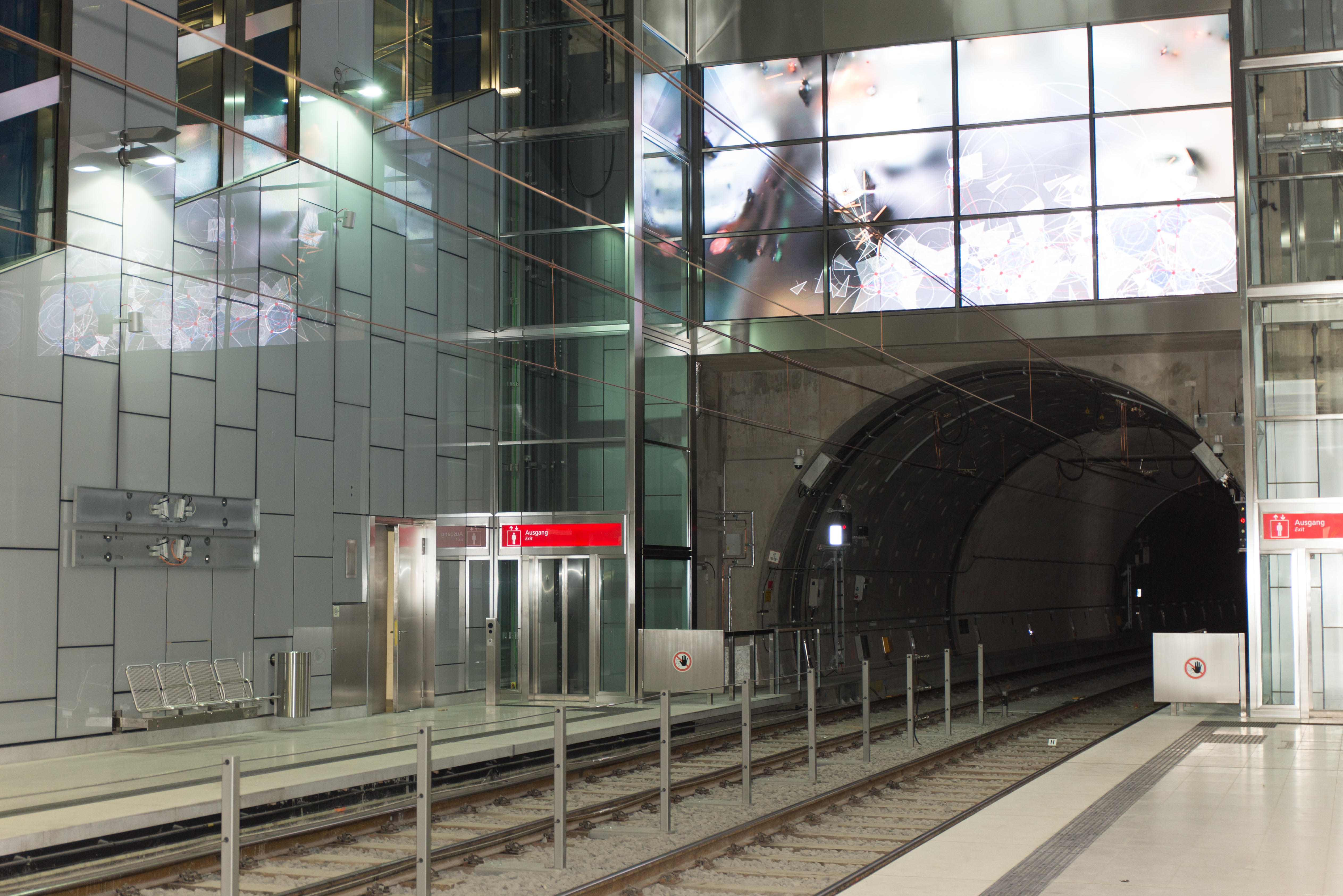
U-Bahnhof Schadowstraße

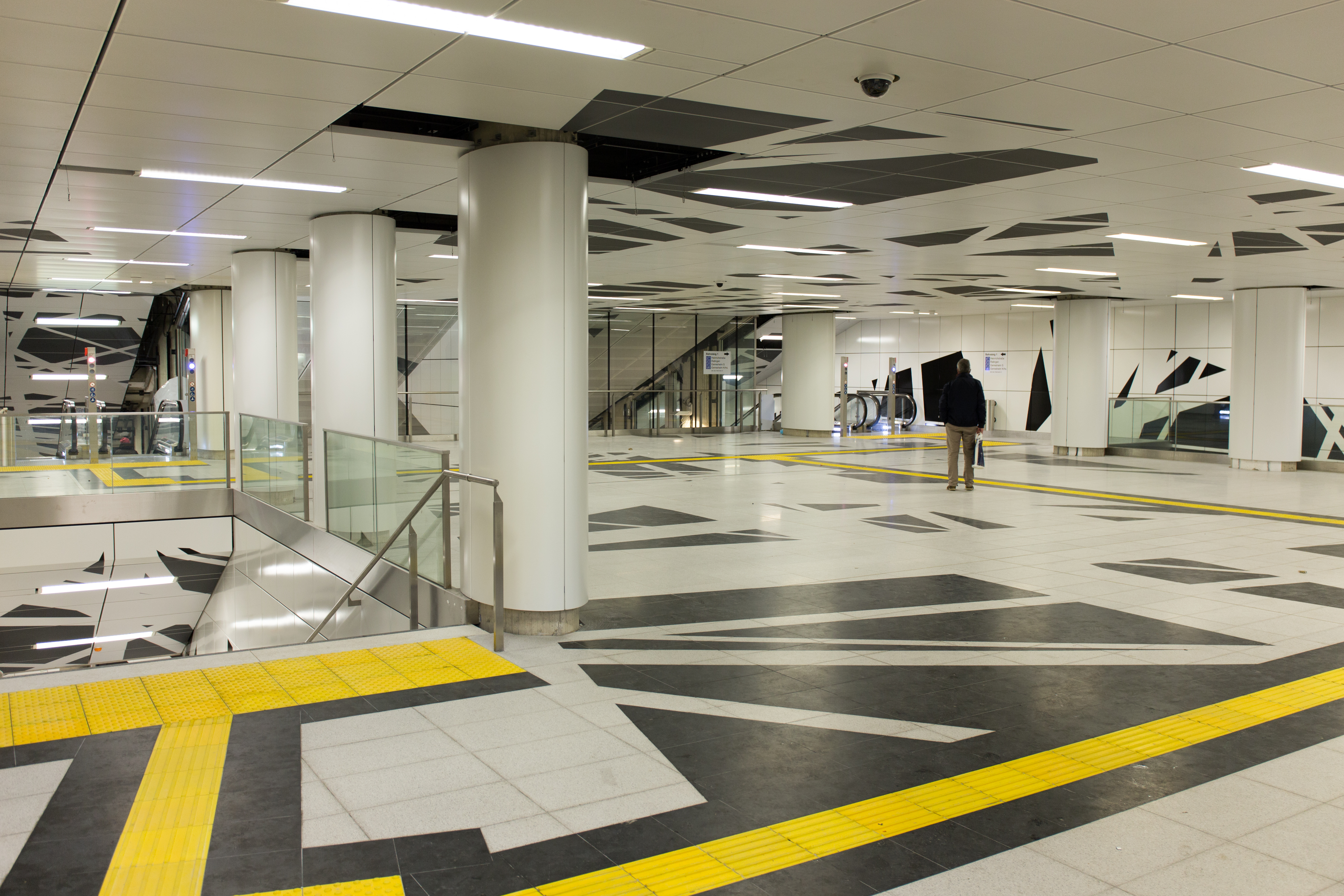
U-Bahnhof Pempelforter Straße Zwischengeschoss

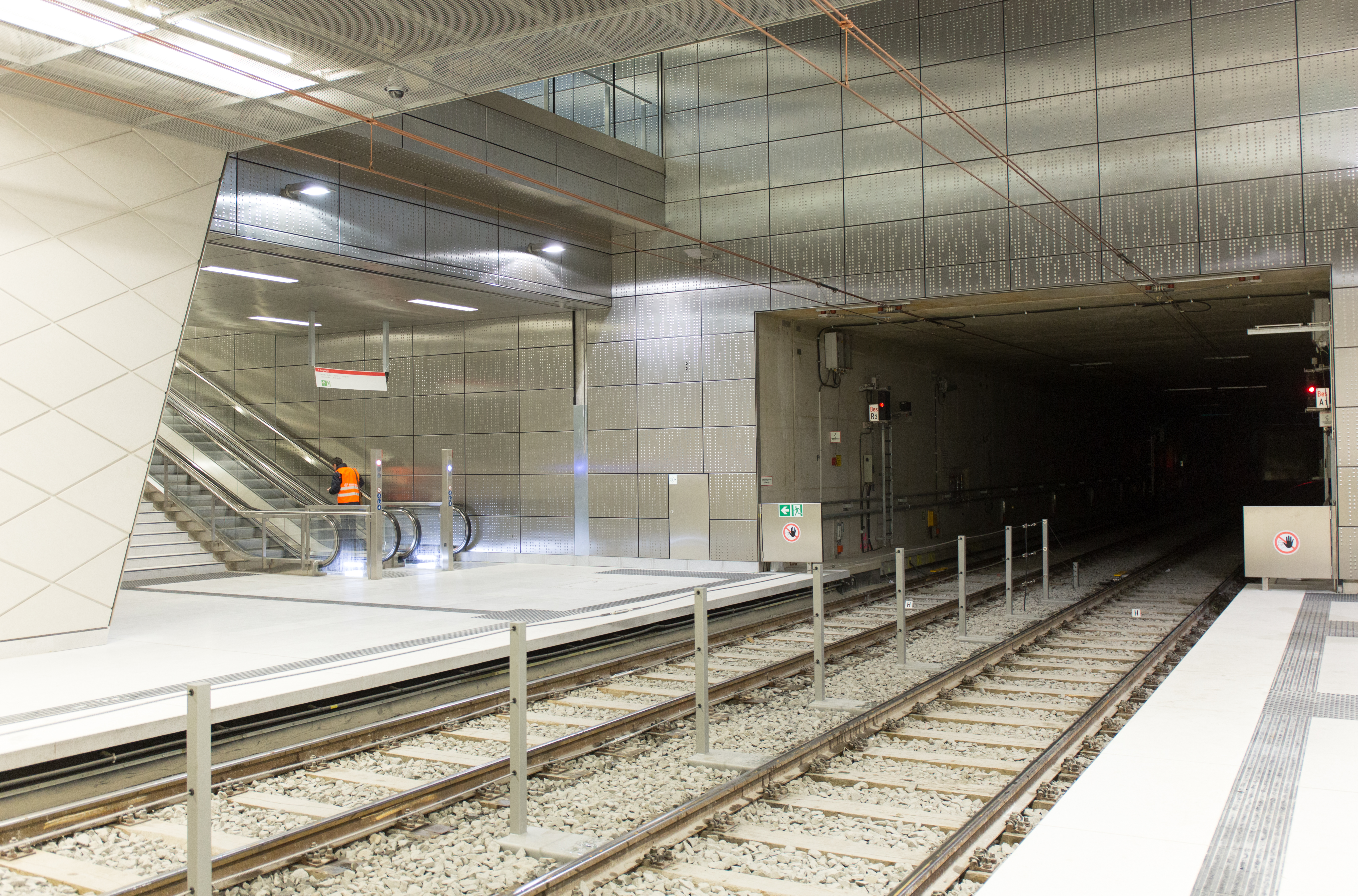
U-Bahnhof Benrather Straße

2007 begann der Bau der dritten Stammstrecke, für die sich der Begriff Wehrhahn-Linie etablierte. Sie wurde im Gegensatz zu den vorherigen Hochflur-Strecken für Niederflurbahnen des Typs NF8U konzipiert, welche bereits seit 2007 im Straßenbahnnetz der Stadt Düsseldorf im Einsatz waren.
Am 20. Februar 2016 wurden die unterirdischen Bahnhöfe mit einem Bürgerfest und einem Pendelverkehr feierlich eröffnet, am Folgetag wurde der reguläre Betrieb der Linien U71, U72, U73 und U83 aufgenommen. Die individuelle, künstlerische Gestaltung der einzelnen U-Bahnhöfe durch Düsseldorfer Künstler wurde international beachtet.
Mit der Eröffnung der Wehrhahn-Linie wurde der oberirdische Straßenbahnbetrieb auf dieser Strecke beendet.
Der 3,4 Kilometer lange Tunnel der Wehrhahn-Linie beginnt westlich des Bahnhofs Düsseldorf-Wehrhahn. Bereits seit der vorherigen oberirdischen Haltestelle Uhlandstraße führen die vier Stadtbahn-Linien einen gemeinsamen Linienweg. An den Bahnhof Wehrhahn schließt sich einhundert Meter in Richtung Westen die Rampe an, die in den Tunnel überleitet.
Erste unterirdische Station ist der U-Bahnhof Pempelforter Straße, der auf Höhe der Einmündung der Oststraße unter der Straße Am Wehrhahn liegt. Dann verläuft der Tunnel entlang der Schadowstraße bis zum U-Bahnhof Schadowstraße. Darauf folgt der U-Bahnhof Heinrich-Heine-Allee, an dem die Strecke der Wehrhahn-Linie unter der des Innenstadttunnels kreuzend verläuft. Es bestehen Umsteigemöglichkeiten zu den Linien U70, U75, U76, U77, U78 und U79.
Weil dort, bereits lange vor dem eigentlichen Baubeginn der Wehrhahn-Linie, eine Bauvorleistung für einen Mittelbahnsteig existierte, wurde der Bahnhof letztlich als einziger der Wehrhahn-Linie mit Mittelbahnsteig realisiert. Die anderen fünf Bahnhöfe sind mit Seitenbahnsteigen ausgestattet.
Danach folgt der Wehrhahn-Tunnel unterirdisch der Kasernen- und später der Elisabethstraße zu den U-Bahnhöfen Benrather Straße, Graf-Adolf-Platz und Kirchplatz, ehe der Tunnel kurz vor dem Bahnhof Düsseldorf-Bilk endet. Dort trennen sich die Linienwege der U72 und U73 in Richtung Benrath bzw. Universität und der U71 und U83 in Richtung Volmerswerth.

### Strecken mit unabhängigem Bahnkörper
Folgende Strecken liegen auf dem Düsseldorfer Stadtgebiet und sind oder werden mit einem unabhängigen Bahnkörper ausgestattet. Es handelt sich um reine Hochflurstrecken, wenn nichts anderes angegeben wird. Die Angaben zu den auf den Strecken verkehrenden Linien beziehen sich auf den aktuellen Betrieb bzw. den Nahverkehrsplan 2017.
| Strecke    | Strecke                                                           | Inbetriebnahme     | Linien                                  | Zugsicherung | Bemerkung |
| ---------- | ----------------------------------------------------------------- | ------------------ | --------------------------------------- | ------------ | --- |
| in Betrieb | Freiligrathplatz – Froschenteich                                  |                    | U 79                                    |              | oberirdisch, Strecke geht auf Duisburger Stadtgebiet weiter, Ausbau ab 6. August 1925, beschrankte Bahnübergänge für Fahrzeuge und unbeschrankte Bahnübergänge für Fußgänger vorhanden |
| in Betrieb | Rather Broich – Hubertushain                                      |                    | U 72                                    |              | oberirdisch, Niederflurbetrieb, Strecke geht auf Ratinger Stadtgebiet weiter, beschrankte Bahnübergänge für Fahrzeuge und unbeschrankte Bahnübergänge für Fußgänger vorhanden          |
| in Betrieb | Kennedydamm/Musikhochschule – Opernhaus bzw. Heinrich-Heine-Allee | 3. Oktober 1981    | U 78 U 79 U 80 U 82                     | LZB          | Tunnel mit 2 unterirdischen Bahnhöfen, Rampe Opernhaus vor dem 7. Mai 1988 abgerissen                                                                                                  |
| in Betrieb | Heinrich-Heine-Allee – Hauptbahnhof (S)                           | 7. Mai 1988        | U 70 U 75 U 76 U 77 U 78 U 79 U 80 U 82 | LZB          | Tunnel mit vier unterirdischen Bahnhöfen, ab 2002 Rampe Stahlwerkstraße abgerissen und Betriebsstrecke Kölner Straße zurückgebaut                                                      |
| in Betrieb | Luegplatz – Heinrich-Heine-Allee                                  | 6. August 1988     | U 70 U 75 U 76 U 77                     | LZB          | oberirdisch auf der Oberkasseler Brücke, oberirdischer Bahnhof, Rampe und Tunnel mit Wendeanlage                                                                                       |
| in Betrieb | Hauptbahnhof (S) – Ronsdorfer Straße                              | 26. September 1993 | U 70 U 75 U 77                          | LZB          | Tunnel mit 2 unterirdischen Bahnhöfen und Rampe |
| in Betrieb | Hauptbahnhof (S) – Kaiserslauterner Straße                        | 15. Juni 2002      | U 76 U 79                               | LZB          | Tunnel mit 3 unterirdischen Bahnhöfen und Rampe |
| in Betrieb | Freiligrathplatz – Arena/Messe Nord                               | 26. September 2004 | U 78 U 81                               | –            | oberirdisch |
| in Betrieb | Südpark – Universität Ost / Botanischer Garten                    |                    | U 73 U 79                               | –            | oberirdisch, Hoch- und Niederflurbetrieb, Rasengleis, beschrankte Bahnübergänge für Fahrzeuge und unbeschrankte Bahnübergänge für Fußgänger vorhanden.                                 |
| in Betrieb | Werstener Dorfstraße – Südpark                                    |                    | U 72 U 79                               | –            | oberirdisch, Hoch- und Niederflurbetrieb |
| in Betrieb | Pempelforter Straße – Bilk (S)                                    | 20. Februar 2016   | U 71 U 72 U 73 U 83                     | IMÜ ZUB 200  | Tunnel mit 6 unterirdischen Bahnhöfen, Niederflurbetrieb |
| in Bau     | Freiligrathplatz – Flughafen (S)                                  | 2025               | U 81 U 82                               | LZB          | Tunnel, geplante Flughafenanbindung, kurzfristige Realisierung gemäß NVP 2017 |
| geplant    | Lörick – Arena/Messe Nord                                         | bis 2030           | U 78 U 81                               | LZB          | Geplante Rheinquerung als Brücke oder Tunnel, mittelfristige Realisierung gemäß NVP 2017                                                                                               |
| geplant    | Reeser Platz – Arena/Messe Nord                                   | bis 2030           | U 80                                    | LZB          | Tunnel, geplante südliche Messeumfahrung, mittelfristige Realisierung gemäß NVP 2017                                                                                                   |
| geplant    | Flughafen (S) – Flughafen Bahnhof                                 | bis 2030           | U 81 U 82                               | LZB          | oberirdisch, mittelfristige Realisierung gemäß NVP 2017 |
| geplant    | ERGO-Platz/Klever Straße – Reeser Platz                           | nach 2030          | U 78 U 79 U 80 U 82                     | LZB          | Tunnel, geplante Verlängerung des Stadtbahntunnels mit 2 unterirdischen Bahnhöfen, langfristige Realisierung gemäß NVP 2017                                                            |
| geplant    | Bilk (S) – Universitätskliniken                                   | –                  | U 72 U 73                               | IMÜ ZUB 200  | Tunnel mit 2 unterirdischen Bahnhöfen, Niederflurbetrieb, Erweiterung der Wehrhahnlinie, keine langfristige Realisierung gemäß NVP 2017                                                |
| geplant    | Wehrhahn (S) – Schlüterstraße/Arbeitsagentur                      | –                  | U 71 U 72 U 73 U 83                     | IMÜ ZUB 200  | Tunnel mit 3 unterirdischen Bahnhöfen, Niederflurbetrieb, Erweiterung Wehrhahnlinie, keine langfristige Realisierung gemäß NVP 2017                                                    |
| verworfen  | Schadowstraße – Spichernplatz                                     | –                  | –                                       | –            | Hofgartenkurve |
| verworfen  | Franziusplatz – Hauptbahnhof (S)                                  | –                  | –                                       | –            | Tunnel, Anbindung des Medienhafens |

Eine Hochflurstrecke mit unabhängigem Bahnkörper, die ganz außerhalb des Düsseldorfer Stadtgebietes – nämlich in Meerbusch und Krefeld – liegt, ist Teil der ehemaligen K-Bahn und verläuft zwischen den Haltestellen Krefeld-Dießem und Düsseldorf-Lörick. Beschrankte Bahnübergänge für Fahrzeuge und unbeschrankte Bahnübergänge für Fußgänger sind vorhanden. Auf dieser Strecke verkehren die Linien U 70 und U 76. Nach dem Bau der Straßenbahnbrücke über den Rhein am Messegelände (voraussichtlich bis 2030) soll auch die Linie U 78 über diese Strecke bis Meerbusch (während der HVZ bis Krefeld) als Ersatz für die dann entfallende U 70 verlängert werden.

### Strecken mit besonderem Bahnkörper
Folgende Strecken auf dem Düsseldorfer Stadtgebiet besitzen wenigstens einen besonderen Bahnkörper. Es handelt sich wiederum um reine Hochflurstrecken, wenn nichts anderes angegeben wird.
| Strecke    | Strecke                                              | Linien                  | Bemerkung |
| ---------- | ---------------------------------------------------- | ----------------------- | --- |
| in Betrieb | Lörick – Prinzenallee                                | U 70 U 76               | |
| in Betrieb | Am Seestern – Prinzenallee                           | U 77                    | |
| in Betrieb | Prinzenallee – Belsenplatz                           | U 70 U 76 U 77          | |
| in Betrieb | Neuss-Am Kaiser S – Dominikus-Krankenhaus            | U 75                    | |
| in Betrieb | Belsenplatz – Luegplatz                              | U 70 U 75 U 76 U 77     | |
| in Betrieb | Freiligrathplatz – Reeser Platz                      | U 78 U 79 U 82          | |
| in Betrieb | Heinrichstraße – Hansaplatz                          | U 71                    | Niederflurbetrieb, wird auch von der Straßenbahnlinie 708 genutzt                                                                 |
| in Betrieb | Rather Broich – Schlüterstraße/Arbeitsagentur        | U 72                    | Niederflurbetrieb |
| in Betrieb | Gerresheim, Krankenhaus – Auf der Hardt/LVR-Klinikum | U 83                    | Niederflurbetrieb, wird auch von der Straßenbahnlinie 709 genutzt.                                                                |
| in Betrieb | Schönaustraße – Gerresheim Rathaus                   | U 73                    | Niederflurbetrieb |
| in Betrieb | Uhlandstraße – Pempelforter Straße                   | U 71 U 72 U 73 U 83     | oberirdisch und Tunnelrampe (Am Wehrhahn zwischen Adlerstraße/Worringer Straße und Wielandstraße), Niederflurbetrieb              |
| in Betrieb | Kaiserslauterner Straße – Werstener Dorfstraße       | U 76 U 79               | |
| in Betrieb | Auf'm Hennekamp – Südpark                            | U 72 U 73               | Niederflurbetrieb, wird auch von der Straßenbahnlinie 704 genutzt                                                                 |
| in Betrieb | Werstener Dorfstraße – Holthausen                    | U 72 U 76               | Hoch- und Niederflurbetrieb |
| in Betrieb | Niederheid – Schöne Aussicht                         | U 72                    | Niederflurbetrieb |
| geplant    | Gerresheim S – Nach den Mauresköthen                 | U 73                    | Niederflurbetrieb, kurzfristige Realisierung gemäß NVP 2017 d. h. ca. 2020                                                        |
| geplant    | Südpark – Universität Mensa                          | Entweder U 73 oder U 79 | Entweder Nieder- oder Hochflurbetrieb, mittelfristige Realisierung gemäß NVP 2017 d. h. bis 2030                                  |
| geplant    | Handweiser – Lörick                                  | U 81                    | mittelfristige Realisierung gemäß NVP 2017 d. h. bis 2030                                                                         |
| geplant    | Flughafen Bahnhof – Ratingen-West                    | U 81                    | langfristige Realisierung gemäß NVP 2017 d. h. nach 2030                                                                          |
| verworfen  | Vennhauser Allee – Gerresheim S                      | U 75                    | Prüfungauftrag wird im NVP 2017 modifiziert: Statt einer Stadtbahnverbindung soll eine Verlängerung der Linie 705 geprüft werden. |

### Strecken mit straßenbündigem Bahnkörper
Folgende Strecken auf dem Düsseldorfer Stadtgebiet besitzen (noch) einen straßenbündigen Bahnkörper. Einige Bahnkörper sind abschraffiert, so dass der Mischverkehr mit Kraftfahrzeugen in der Regel verboten ist. Es handelt sich wiederum um reine Hochflurstrecken, wenn nichts anderes angegeben wird.
| Strecke    | Strecke                                                    | Linien         | Bemerkung                                                                  |
| ---------- | ---------------------------------------------------------- | -------------- | -------------------------------------------------------------------------- |
| in Betrieb | Dominikus-Krankenhaus – Belsenplatz                        | U 75           |                                                                            |
| in Betrieb | Reeser Platz – Kennedydamm                                 | U 78 U 79 U 82 |                                                                            |
| in Betrieb | Hansaplatz – Uhlandstraße                                  | U 71           | Niederflurbetrieb                                                          |
| in Betrieb | Heinrichstraße – Rath                                      | U 71           | Niederflurbetrieb, wird auch von der Straßenbahnlinie 701 genutzt          |
| in Betrieb | Gerresheim S – Schönaustraße                               | U 73           | Niederflurbetrieb                                                          |
| in Betrieb | Gerresheim Rathaus – Auf der Hardt/LVR-Klinikum            | U 73           | Niederflurbetrieb                                                          |
| in Betrieb | Auf der Hardt/LVR-Klinikum – Schlüterstraße/Arbeitsagentur | U 73 U 83      | Niederflurbetrieb, wird auch von der Straßenbahnlinie 709 genutzt          |
| in Betrieb | Schlüterstraße/Arbeitsagentur – Uhlandstraße               | U 72 U 73 U 83 | Niederflurbetrieb, wird auch von der Straßenbahnlinie 709 genutzt          |
| in Betrieb | Vennhauser Allee – Ronsdorfer Straße                       | U 75 U 77      | Wird auch teilweise von der Straßenbahnlinie 701 genutzt.                  |
| in Betrieb | Benrath Betriebshof – Schöne Aussicht                      | U 72           | Niederflurbetrieb                                                          |
| in Betrieb | Niederheid – Holthausen                                    | U 72           | Niederflurbetrieb                                                          |
| in Betrieb | Bilk S – Auf'm Hennekamp                                   | U 72 U 73      | Niederflurbetrieb, wird auch von den Straßenbahnlinien 704 und 705 genutzt |
| in Betrieb | Bilk S – Hellriegelstraße                                  | U 71 U 83      | Niederflurbetrieb                                                          |

### Stationen
Die Linien der Düsseldorfer Stadtbahn bedienen insgesamt 161 Stationen. Diese befinden sich sowohl auf Düsseldorfer, wie auch auf Neusser, Meerbuscher, Krefelder, Duisburger und Ratinger Stadtgebiet.
31 Stationen sind als U-Bahnhöfe oder U-Bahn-gerecht ausgebaute Haltestellen neu errichtet worden. Um einen unabhängigen Betrieb der Bahnen zu gewährleisten, sind auch bei derartigen Stationen an der Oberfläche keine Querungsmöglichkeiten über die Gleise vorhanden. Stattdessen ist das Erreichen der Bahnsteige nur über Über- oder Unterführungen möglich. Insgesamt befinden sich zwölf U-Bahnhöfe auf Duisburger Stadtgebiet. Von diesen sind sechs im Tunnel und sechs offen angelegt. Die offenen befinden sich bis auf die Ausnahme U-Bahnhof St.-Anna-Krankenhaus alle in Hochlage, das heißt, sie sind auf einer Brücke errichtet worden. 19 weitere U-Bahnhöfe befinden sich auf Düsseldorfer Stadtgebiet. Hier sind drei Bahnhöfe an der Oberfläche errichtet worden, die auf Straßenniveau liegen.

## Betrieb

### Linien

#### Aktuelles Liniennetz

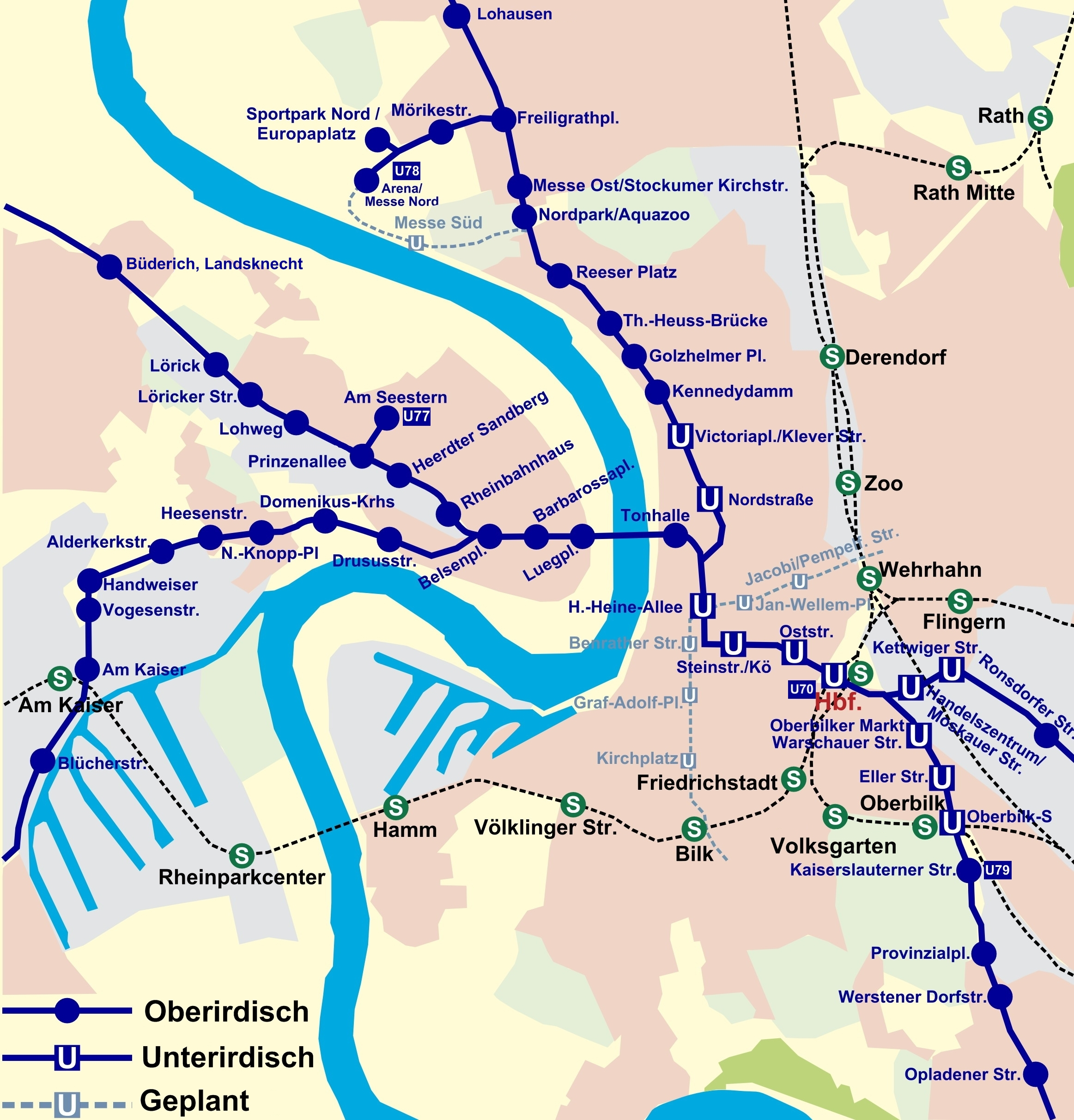
Stadtbahnlinien in der Düsseldorfer Innenstadt

Aktuell bedienen elf Linien das Düsseldorfer Stadtbahnnetz. Von diesen Linien verlassen alle bis auf die U71, U73, U77, U78 und U83 das Düsseldorfer Stadtgebiet und verbinden es mit den Nachbarstädten Neuss, Meerbusch, Krefeld, Duisburg und Ratingen.
Das angewandte Betriebskonzept stimmt nicht mit dem ursprünglichen Konzept der Stammstrecken überein. So bedienen die Linien der Stammstrecke 2 aus dem linksrheinischen Teil Düsseldorfs fast vollständig die Teile der Stammstrecke 1 südöstlich des Hauptbahnhofes.
Die Linien beider Stammstrecken könnten getrennt voneinander durch den Innenstadttunnel geführt werden. Nach der ursprünglichen Planung sollten die Linien hinter dem Hauptbahnhof wieder auseinandergefädelt werden. Die aus Krefeld kommende Linie sollte den Ast Richtung Eller beziehungsweise nach Lierenfeld bedienen.
Eine Umstellung im Linienbetrieb hat dazu geführt, dass diese Trennung nicht umgesetzt wurde. Um eine bessere Verknüpfung der Linien zu erreichen, wurden die jeweils in eine Richtung verkehrenden Linien in einer Ebene zusammengefasst. Heute führt die von Neuss kommende Linie U75, die am Belsenplatz in Oberkassel auf die andere Linie der zweiten Stammstrecke trifft, nach Eller. Die Linien aus Meerbusch bzw. D-Lörick bedienen gemeinsam mit der Linie U79 aus Duisburg die ursprünglich nur für letztere vorgesehene Strecke nach Oberbilk. Nach diesem geänderten Betriebskonzept kann von drei Hauptverbindungen gesprochen werden, die auf den ursprünglich geplanten zwei Stammstrecken aufbauen.
Drei neue Linien für die verbesserte Anbindung des Messegeländes bzw. des Flughafens und die Verlängerung der U78 nach Meerbusch bzw. Krefeld befinden sich in der Planung. Der erste Bauabschnitt der Trasse für die Linien U81 und U82 zwischen dem Freiligrathplatz und dem Flughafenterminal befindet sich seit August 2020 im Bau und soll 2025 fertiggestellt werden.
| Strecke | Strecke | Linie | Linienführung                                         | Eröffnung | Stationen | Takt (Mo–Fr/Sa/So) | Takt (Mo–Fr/Sa/So) | Takt (Mo–Fr/Sa/So) |
| ------- | ------- | ----- | ----------------------------------------------------- | --------- | --------- | ------------------ | ------------------ | ------------------ |
| II      | II      | U 70  | Krefeld, Rheinstraße ↔ Handelszentrum/Moskauer Straße | 1988      | 18        | 20 (HVZ)           | –                  | –                  |
| III     | III     | U 71  | Rath ↔ Hellriegelstraße                               | 2016      | 26        | 20                 | 20                 | 30                 |
| III     | III     | U 72  | Ratingen Mitte ↔ Benrath, Betriebshof                 | 2016      | 43        | 10                 | 10                 | 15                 |
| III     | III     | U 73  | Gerresheim ↔ Universität Ost/Botanischer Garten       | 2016      | 29        | 10                 | 10                 | 15                 |
| II      | II      | U 75  | Neuss Hbf ↔ Eller, Vennhauser Allee                   | 1993      | 28        | 10                 | 10                 | 15                 |
| II      | II      | U 76  | Krefeld, Rheinstraße ↔ Holthausen                     | 1988      | 37        | 10                 | 10                 | 15                 |
| II      | II      | U 77  | Am Seestern ↔ Lierenfeld Betriebshof                  | 1993      | 16        | 10                 | 10                 | –                  |
| I       | II      | U 78  | Düsseldorf Hbf ↔ MERKUR Spiel-Arena/Messe Nord        | 1988      | 15        | 10                 | 10                 | 15                 |
| I       | II      | U 79  | DU-Meiderich Bf ↔ Universität Ost/Botanischer Garten  | 1988      | 50        | 10                 | 10                 | 15                 |
| III     | III     | U 83  | Gerresheim Krankenhaus ↔ Hellriegelstraße             | 2016      | 23        | 20                 | 20                 | 30                 |

#### Liniennetz vor Inbetriebnahme des Innenstadttunnels 1988
Linien vor Eröffnung des Tunnel-Abschnitts Düsseldorf Hbf – Heinrich-Heine-Allee, vor der Linienumbenennung mit U-Bezeichnung. Die Expresslinien 76 und 79 führten zur Unterscheidung rote Liniennummern, welche darauf hinweisen sollten, dass diese nicht alle Zwischenhaltestellen bedienten.
| Linie | Linienverlauf | Einstellung | Fahrzeuge                     |
| ----- | --- | ----------- | ----------------------------- |
| 76    | Düsseldorf Hbf – Jan-Wellem-Platz – Oberkassel – D-Lörick – Meerbusch – Krefeld, Rheinstraße                                                          | 1988        | 2× B80D                       |
| 79    | Düsseldorf Hbf – Graf-Adolf-Platz – Opernhaus – Stockum – Kaiserswerth – D-Wittlaer – DU-Albertus-Magnus-Straße – König-Heinrich-Platz – Duisburg Hbf | 1988        | 2× B80C DVG, 2xB80D Rheinbahn |
| 705   | Düsseldorf Hbf – Jan-Wellem-Platz – Oberkassel – D-Handweiser – Neuss Hbf – NE-Stadthalle                                                             | 1993        | 2× B80D, 2× GT8SU             |
| 710   | Eller, Vennhauser Allee – Oberbilk – Jan-Wellem-Platz – Oberkassel – D-Lörick – Meerbusch Hoterheide                                                  | 1988        | 2× GT8SU                      |
| 711   | Düsseldorf Hbf – Jan-Wellem-Platz – Stockum – Kaiserswerth                                                                                            | 1988        | 2× B80D                       |
| 717   | D-Holthausen – Oberbilk – Düsseldorf Hbf – Jan-Wellem-Platz – Oberkassel – D-Lörick                                                                   | 1994        | 2× B80D, 2× GT8SU             |
| 718   | Düsseldorf Hbf – Jan-Wellem-Platz – Stockum – Messe/Rheinstadion                                                                                      | 1988        | 2× B80                        |

#### Liniennetz nach Inbetriebnahme des Innenstadttunnels 1988
Linien, die seit Eröffnung der Tunnelstrecke am 7. Mai 1988 den Abschnitt zwischen Düsseldorf Hauptbahnhof und Heinrich-Heine-Allee bedienen, unter anderem mit Umbenennung einzelner Linien in U-Bezeichnung. E-Wagen wurden dabei auch bei der Stadtbahn anfänglich mit einem gestrichenen Liniensignal (roter Querbalken) gekennzeichnet.
| Linie | Linienverlauf | Einstellung | Fahrzeuge                      |
| ----- | --- | ----------- | ------------------------------ |
| U76   | Düsseldorf Hbf – Heinrich-Heine-Allee – Oberkassel – D-Lörick – Meerbusch – Krefeld, Rheinstraße                                              | –           | 2× B80D                        |
| U78   | Düsseldorf Hbf – Heinrich-Heine-Allee – Stockum – Messe/Rheinstadion                                                                          | –           | 2× B80D                        |
| U79   | Düsseldorf Hbf – Heinrich-Heine-Allee – Stockum – Kaiserswerth – D-Wittlaer – DU-Albertus-Magnus-Straße – König-Heinrich-Platz – Duisburg Hbf | –           | 2× B80C DVG, 2× B80D Rheinbahn |
| 705   | D-Oberbilk – Düsseldorf Hbf – Heinrich-Heine-Allee – Oberkassel – D-Handweiser – Neuss Hbf – NE-Stadthalle                                    | 1993        | 2× B80D, 2× GT8SU              |
| 717   | D-Holthausen – Oberbilk – Düsseldorf Hbf – Heinrich-Heine-Allee – Oberkassel (– Am Seestern) – D-Lörick – Mb.-Hoterheide                      | 1993        | 2× B80D, 2× GT8SU              |

### Fahrzeuge

#### Übersicht
Die folgende Tabelle enthält alle jemals eingesetzten Stadtbahnwagen, sortiert nach Fahrzeugnummer.
| Verkehrs- betrieb | Typ   | Baujahr   | Fahrzeug- nummer | Bauform    | Einsatz (Linien)                   | Türart              | Anzeigen                                             | Bemerkungen |
| ----------------- | ----- | --------- | ---------------- | ---------- | ---------------------------------- | ------------------- | ---------------------------------------------------- | --- |
| Rheinbahn         | GT8SU | 1975      | 3101–3104        | Hochflur   |                                    | Falttüren           | Rollbandanzeigen                                     | ehemals Speisewagen, 1981 Umbau aus GT8S 3101–3104, 2000 drei Fahrzeuge verschrottet, 3101 an das Institut der Feuerwehr Nordrhein-Westfalen in Münster zu Übungszwecken abgegeben. Anfang 2019 wurde der 3101 wieder zurückgegeben und wird seit dem von der Linie D als Museumsfahrzeug aufgearbeitet. |
| Rheinbahn         | GT8SU | 1973–1974 | 3201–3236        | Hochflur   |                                    | Falttüren           | Rollbandanzeigen                                     | 1981 Umbau aus GT8S 3001–3036, Wagen 3211 nach Brand im Betriebshof Duisburg-Grunewald am 16. Februar 1983 verschrottet. Die Fahrzeuge wurden bis 2013 modernisiert, wobei die Inneneinrichtung denen der neuen NF8U angeglichen wurde, jedoch bekamen sie nicht die gepolsterten Sitze wie die der B80D. Am 20. Dezember 2024 endete der planmäßige Betrieb. Wagen 3201 und 3206 sollen als historische Fahrzeuge erhalten bleiben. |
| Rheinbahn         | NF8U  | 2006–2007 | 3301–3315        | Niederflur | U 71, U 72, U 73, U 83             | Schwenkschiebetüren | Matrixanzeigen                                       | Fahrzeug für die Wehrhahn-Linie, Unechtes Zweirichtungsfahrzeug |
| Rheinbahn         | NF8U  | 2010–2012 | 3316–3376        | Niederflur | U 71, U 72, U 73, U 83             | Schwenkschiebetüren | LED-Anzeigen                                         | Auslieferung der 2. Bauserie (61 Fahrzeuge) begann am 26. März 2010 und endete im April 2012. |
| Rheinbahn         | B80D  | 1981      | 4001–4012        | Hochflur   | U 78                               | Falttüren           | Dot-Matrixanzeigen (grün), (ehemals Rollbandanlagen) | Wagen 4001 nach Unfall im Jahr 2001 auf der ehem. Rampe Stahlwerkstraße verschrottet. Wagenkasten ist in Stahlbauweise gefertigt worden. |
| Rheinbahn         | B80D  | 1988      | 4101–4104        | Hochflur   | U 70, U 75, U 76, U 77, U 78, U 79 | Falttüren           | Dot-Matrixanzeigen (grün), (ehemals Rollbandanlagen) | Umbau aus Speisewagen. Nur drei Doppeltüren pro Seite. Wagenkasten ist in Aluminiumbauweise gefertigt worden. |
| Rheinbahn         | B80D  | 1985–1993 | 4201–4288        | Hochflur   | U 70, U 75, U 76, U 77, U 78, U 79 | Falttüren           | Dot-Matrixanzeigen (grün), (ehemals Rollbandanlagen) | 4275 war kurzzeitig mit orangen LED-Anzeigen ausgestattet. Wagenkasten ist in Aluminiumbauweise gefertigt worden. |
| Rheinbahn         | HF6   | ab 2018   | 4301–4359        | Hochflur   | U 70, U 75, U 76, U 77, U 78       | Schwenkschiebetüren | LED-Anzeigen                                         | Seit Juni 2022 im Linienbetrieb. Die Lieferung aller 59 Fahrzeuge soll bis 2024 abgeschlossen sein. |
| Rheinbahn         | HFx   | 2025–2027 |                  | Hochflur   |                                    | Schwenkschiebetüren |                                                      | 91 Fahrzeuge wurden als Ersatz für die B-Wagen bestellt. Die Bestellung erfolgt zusammen mit der DVG. |
| DVG               | B80C  | 1984      | 4701–4714        | Hochflur   | U 79                               | Falttüren           | Dot-Matrixanzeigen (grün), (ehemals Rollbandanlagen) | |
| DVG               | B80C  | 1984      | 4715–4718        | Hochflur   | U 79                               | Falttüren           | Dot-Matrixanzeigen (grün), (ehemals Rollbandanlagen) | Umbau aus Speisewagen, nur drei Doppeltüren pro Seite |
| DVG               | HFx   | 2025–2027 |                  | Hochflur   | U 79                               | Schwenkschiebetüren |                                                      | 18 Fahrzeuge wurden als Ersatz für die B-Wagen bestellt. Die Bestellung erfolgt zusammen mit der Rheinbahn. |

Die Fahrzeuge der Duisburger Verkehrsgesellschaft (DVG) verkehren auf der Linie U79. Zur Erprobung des Stadtbahnwagen Typ B befand sich zeitweise das Fahrzeug 5027 (heute 5128) der damaligen EVAG in Düsseldorf.
Am 19. März 2015 erteilten die Kölner Verkehrsbetriebe und die Rheinbahn Aufträge über die Lieferung eines gemeinsamen Hochflur-Fahrzeugtyps. Die Auslieferung sollte 2017 beginnen. Nach technischen Problemen mit einem Prototyp, der mit einem Bahnsteig in Duisburg kollidierte, konnten Ende 2019 die ersten Fahrzeuge in Düsseldorf in Empfang genommen werden. Nach Einlösen einer Option im Mai 2019 beläuft sich die Gesamtzahl der bestellten Fahrzeuge nun auf 59. Die 28 Meter langen und 2,65 Meter breiten Fahrzeuge werden bei der Rheinbahn als HF6 (Hochflur-Fahrzeug 6-achsig) bezeichnet.
Um die restlichen B-Wagen zu ersetzen, bestellten die Rheinbahn für Düsseldorf 91 und die DVG für Duisburg 18 Fahrzeuge vom Typ Siemens Avenio HF. Es wurde eine Option über 48 weitere Fahrzeuge vereinbart. Vertragsbestandteile sind auch die Instandhaltung und Wartung der Duisburger Fahrzeuge für 24 Jahre. Für die Düsseldorfer Fahrzeuge wurde ein ebenfalls 24 Jahre laufender Ersatztteilliefervertrag geschlossen. Die sechsachsigen Triebzüge ähneln optisch den 59 HF6 von Bombardier. Sie besitzen vier Doppeltüren pro Seite, 51 Sitz- und 178 Stehplätze. Die ersten Fahrzeuge sollen 2025 ausgeliefert werden.

#### GT8SU
Für den anfänglichen Betrieb auf der 1981 eröffneten Nordstrecke wurden neben den bereits gelieferten zwölf Wagen des Typs B80D auch Wagen der Baureihe GT8SU (siehe Typ Mannheim) eingesetzt. Diese waren bereits 1973/74 als GT8S in zwei Serien beschafft worden. 36 dieser ursprünglich für den normalen Straßenbahnbetrieb konzipierten Fahrzeuge wurden zu tunnelgängigen Zügen umgebaut: sie erhielten höhere Drehgestelle, um die Fußbodenhöhe den Hochbahnsteigen anzupassen. Zusätzlich wurden Klappstufen an den Türen mit vier Stufen eingebaut. Charakteristischstes Merkmal dieser Fahrzeuge war die neue, asymmetrische Stirnfront: Um auch den ersten Flügel der vordersten Tür in Fahrtrichtung rechts in der Bahnsteigflucht zu halten, wurden die Stirnseiten der Fahrzeuge einseitig verbreitert. Auch die vier Speisewagen-GT8S der Linie D wurden 1981 zu GT8SU umgebaut, sind aber nach zwischenzeitlichem Ausbau der Küche um 2000 herum ausgemustert und verschrottet worden. Zu dieser Zeit mussten sämtliche GT8SU für einige Monate aus dem Verkehr gezogen werden, da nach Unfällen mit Totalverlusten im Tunnel die Drehgestelle überarbeitet werden mussten.
Die anfänglichen Überlegungen, einen Stadtbahn-Vorlaufbetrieb auf den in den darauf folgenden Jahren fertigzustellenden Strecken durchzuführen, wurden allerdings angepasst. So wurden gleich zu Beginn Hochbahnsteige in den U-Bahnhöfen gebaut, in manchen Stationen im Ruhrgebiet und in Köln nahm man den Betrieb noch mit niedrigeren Bahnsteighöhen auf, um auch Straßenbahnfahrzeuge auf den fertiggestellten Tunnelstrecken einsetzen zu können. Ab Anfang 2012 wurden alle Fahrzeuge dieser Art modernisiert, sodass sie weiterhin im Einsatz bleiben können. So wurde der Fahrgastraum mit neuen, blauen Polstersitzen bestückt und die Fahrzeuge sind nun mit Brandschutzmeldern und Sprinkleranlagen ausgestattet. Sie erhielten außerdem eine hellgrau-rote Farblackierung, womit sie sich optisch den silbernen Niederflur-Fahrzeugen annähern sollten. Die Modernisierung aller 32 Fahrzeuge kostete die Rheinbahn etwa 10,5 Millionen Euro. 
Erst ab November 2022 wurden die Fahrzeuge des Typs GT8SU sukzessive ausgemustert. Die letzten Fahrten im Linienbetrieb fanden im Dezember 2024 statt. Am 29. Dezember 2024 wurde durch den Verein Linie D eine offizielle Abschiedsfahrt veranstaltet.

#### Stadtbahnwagen B
Für den Stadtbahnbetrieb wurden ab 1981 Fahrzeuge des Typs B80D beschafft, die an Hochbahnsteigen einen barrierefreien Aus- und Einstieg ermöglichen. An Haltestellen mit niedrigen Bahnsteigen oder Einstieg vom Straßenniveau klappen unterhalb der Türen eingebaute Klapptrittstufen aus und ermöglichen einen Einstieg über zwei bzw. bei den neueren Modellen über drei Stufen; hinzu kommen die unter den Trittstufen ausfahrbaren Schiebetritte.

#### Niederflur-Fahrzeuge
Der dauerhafte Mischbetrieb zwischen Stadtbahn- und Straßenbahn-Fahrzeugen machte beim Ausbau des Stadtbahnnetzes eine neue grundsätzliche Entscheidung erforderlich. Die zukünftige Linienführung der den Tunnel der Wehrhahn-Linie nutzenden Züge wird auf den Strecken an der Oberfläche dieselben Gleise nutzen wie das inzwischen weitgehend auf Niederflurtechnik umgestellte Straßenbahnnetz. So wäre ein dauerhafter Mischbetrieb aus hochflurigen Stadtbahnwagen und niederflurigen Straßenbahnwagen eine nicht wünschenswerte Entwicklung gewesen. So fiel die Entscheidung, die neue Stadtbahnstrecke, ähnlich wie die letzte Dortmunder Stadtbahnstrecke (U43/U44), auch in Niederflurtechnik auszuführen. So wurden für die neuen Strecken der Linien durch den Wehrhahn-Tunnel Fahrzeuge bestellt, die eine Fortentwicklung des für das Straßenbahnnetz entwickelten Typs NF10 sind. Bereits am 18. April 2007 haben die ersten neuen Fahrzeuge des Typs NF8U den Linienbetrieb im Straßenbahnnetz aufgenommen (3301–3303). Seit dem 20. Februar 2016 werden diese auf den Linien U71, U72, U73 und U83 eingesetzt.

## Betriebshöfe
Die Fahrzeuge der Düsseldorfer Stadtbahn wurden und werden aus den Betriebshöfen Heerdt und Lierenfeld eingesetzt.

### Betriebshof Heerdt

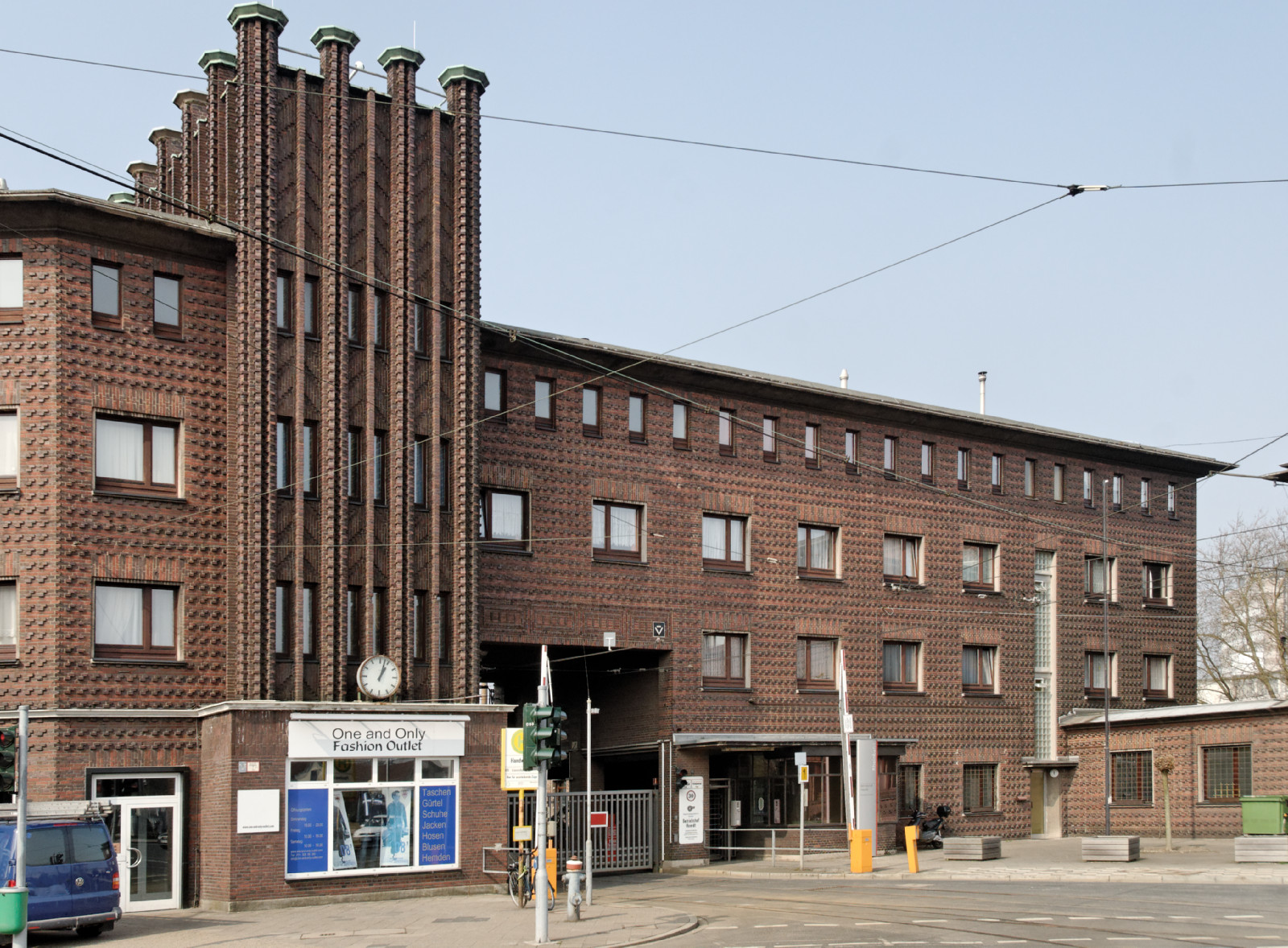
Betriebshof Heerdt

Der von 1928 bis 1929 errichtete Betriebshof entstand nach den Plänen des Düsseldorfer Architekten Eduard Lyonel Wehner und steht seit 1997 unter Denkmalschutz. Das im gleichnamigen Stadtteil am Handweiser gelegene Depot beherbergt – seit der ausschließlichen Bedienung der Strecke nach Neuss Hauptbahnhof mit Stadtbahnen – überwiegend Stadtbahntriebwagen der Typenreihen B80 und GT8SU. Daneben sind einzelne Straßenbahntriebwagen, die auf den Linien 704 und 709 zum Einsatz kommen, in Heerdt stationiert. Das Kennzeichen des Betriebshofs in den Fahrzeugumläufen ist H.

### Betriebshof Lierenfeld
Der Betriebshof Lierenfeld befindet sich an der Lierenfelder Straße und ist derzeit der neueste Betriebshof der Rheinbahn. Er hat die ehemaligen Betriebshöfe Derendorf und Wersten ersetzt. Der Betriebshof besitzt Ausfahrten zur Erkrather Straße und zur Karl-Geusen-Straße. Sein Kennzeichen in den Fahrzeugumläufen ist LS (für Lierenfeld Schiene). Nach der Stilllegung des Betriebshofes Am Steinberg ist es der einzige Betriebshof für die Düsseldorfer Straßenbahn. Heute beherbergt er darüber hinaus die meisten Fahrzeuge der Wehrhahnlinien. Außerdem werden hier seit Januar 2024 über Nacht Hochflurfahrzeuge für die Linie U77, die an der Haltestelle Lierenfeld Betriebshof endet, abgestellt.

### Geplanter Betriebshof
In den ursprünglichen Stadtbahnplanungen der 1970er Jahre war ein neuer Betriebshof im Stadtteil Itter vorgesehen. Der Anschluss an diesen sollte über die Stammstrecken 1 und 3 erfolgen. Die Planungen wurden in den 1990er Jahren wieder diskutiert. Der Widerstand in der Bevölkerung führte zu einer verkleinerten Version, die einige Jahre später präsentiert wurde. Dieses Projekt scheiterte letztlich an der Finanzierung. Zwischenzeitlich wurden auch andere Standorte für den absehbar größer werdenden Wagenpark der Stadtbahn diskutiert, dazu zählten Standorte in den Stadtteilen Holthausen und Bilk. Im letztgenannten Stadtteil befindet sich der mittlerweile aufgegebene Betriebshof Am Steinberg. Hier sollte in direkter Nähe an einer Autobahnanschlussstelle das neue Depot errichtet werden. Auch eine Erweiterung des bestehenden Betriebshofes wurde zu diesem Zeitpunkt erwogen. Der hohe finanzielle Aufwand bei gleichzeitig ausbleibender Förderung durch das Land NRW führte zu einer kostengünstigeren Lösung. So wurde bis 2010 der Betriebshof Lierenfeld erweitert.

### Abstellanlage Sportpark Nord/Europaplatz

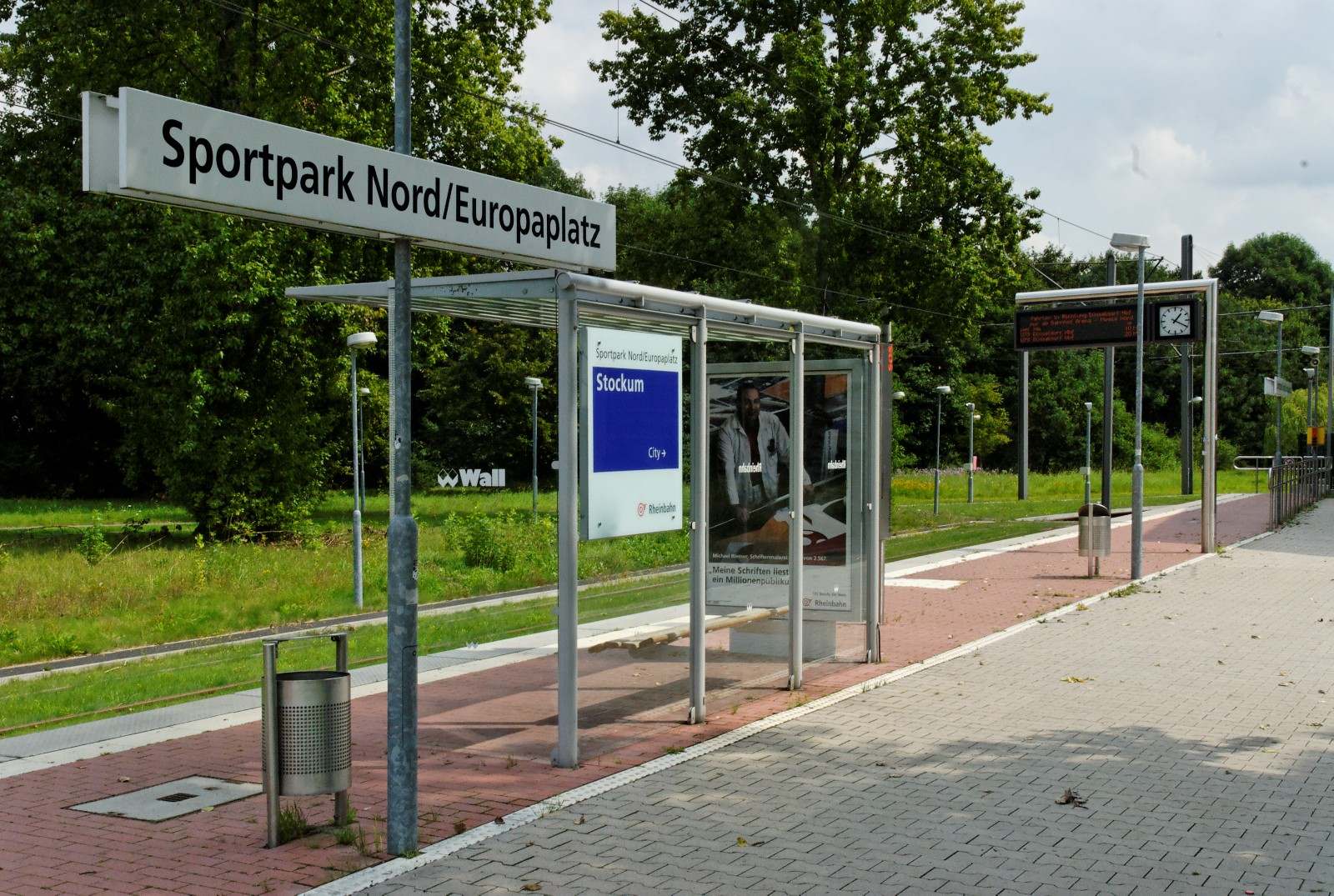
Haltestelle Sportpark Nord/Europaplatz nach Umbau (2009)

Vor dem Umbau der Station Sportpark Nord/Europaplatz im Jahr 2004 (ehemals: Messe/Rheinstadion) befand sich dort ein parallel verlaufendes zweigleisiges System. Das äußere Gleis führte direkt zur Station. Das innere Gleis konnte über eine Weiche erreicht werden und beinhaltete eine Wendeschleife. Nach dem Bau der multifunktionalen LTU arena wurde ein neuer U-Bahnhof an der Oberfläche errichtet, der die Aufgabe der Haltestelle Messe/Rheinstadion übernahm. Vor dem Bau des neuen Stadions diente die Haltestelle der Anbindung von Rheinstadion und Messe Düsseldorf. Mit dem Umbau der Haltestelle verschwand die Wendeschleife und es verblieb eine eingleisige Haltestelle, die nur in Fahrtrichtung Merkur Spiel-Arena/Messe Nord verwendet wird.

### Abstellanlage U-Bahnhof Heinrich-Heine-Allee
In nördlicher Richtung des U-Bahnhofs Heinrich-Heine-Allee schließt sich eine zweigleisige Wendeanlage an, welche für abendliche Fahrten der Linie U76 verwendet wird, die ihre Endstation an der Heinrich-Heine-Allee haben. Außerdem kommt diese Anlage am Rosenmontag zum Einsatz. An diesem Tag fährt ein Sonderzug zwischen den Stationen Heinrich-Heine-Allee und Düsseldorf Hbf. Dort kommen meist aus vier Wagen gebildete B80-Züge zum Einsatz. Dies ist außerdem nur in diesem Abschnitt möglich, da die Stadtbahn Düsseldorf anfangs als Voll-U-Bahn geplant wurde und deshalb diese Bahnsteige entsprechend länger ausgelegt wurden.
In südlicher Richtung schließt sich ein eingleisiges Abstellgleis an, das anfangs als Verbindungsgleis zur Wehrhahn-Linie konzipiert war. Doch während des Baus der U-Bahn stufte man die Verbindung als nicht rentabel ein.

## Unfälle

### Kabelbrand U-Bahnhof Heinrich-Heine-Allee
Ein Kabelbrand am 20. Oktober 1991 im U-Bahnhof Heinrich-Heine-Allee verursachte eine vollständige Sperrung des Düsseldorfer Tunnelnetzes. In den darauf folgenden neun Tagen endeten die Stadtbahnlinien bereits an den außerhalb des Tunnels vorhandenen Haltestellen. Erst ab dem 29. Oktober fuhren die Stadtbahnzüge wieder durch den Tunnel, allerdings ohne am Bahnhof Heinrich-Heine-Allee zu halten. Dies geschah erst wieder ab dem 30. November, als die Rheinbahn wieder den normalen Stadtbahnbetrieb aufnahm.

### Entgleisung am Hauptbahnhof
Am 10. August 2001 entgleiste der aus der Kehranlage Stahlwerkstraße kommende U-Stadtbahnwagen B80 mit der Betriebsnummer 4001 kurz vor der Haltestelle Hauptbahnhof und verunglückte in der damaligen Rampe Stahlwerkstraße so schwer, dass der Wagen in zwei Teile gerissen wurde. Da sich der Wagen noch nicht im Linienbetrieb befand, wurden keine Fahrgäste verletzt, dessen ungeachtet kam es zu erheblichen Verzögerungen im Berufsverkehr.

### Bahnunfall Wersten
Am 28. November 2014 entgleiste um 10:55 Uhr ein Zug der Linie U79, der in Richtung Wittlaer fuhr, in einer Rechtskurve im Gleisdreieck bei der Haltestelle Südpark. Neben vielen unter Schock stehenden Passagieren wurden auch zehn Personen, eine davon schwer, verletzt. Nachdem der vordere Wagen des Zuges (4212) entgleist war, entgleiste auch der hintere (4251) und verkeilte sich mit dem vorderen. Ein technisches Versagen konnte ausgeschlossen werden.

## Ausbau

### Wehrhahn-Linie

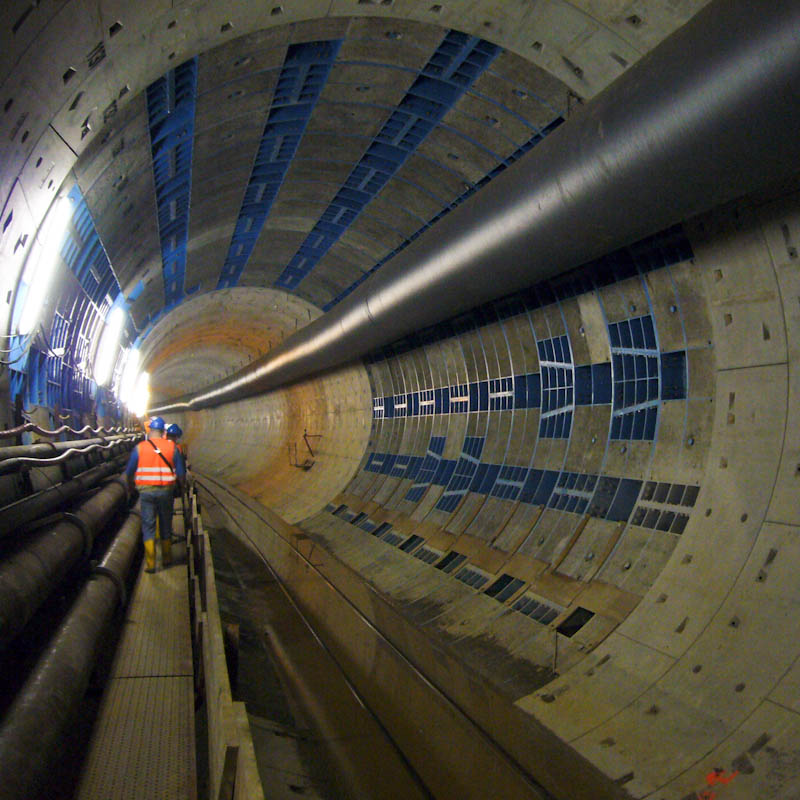
Im Schildvortriebverfahren hergestellter Tunnelabschnitt

Eines der größten Bauvorhaben der Düsseldorfer Stadtbahn war die als Wehrhahn-Linie bezeichnete dritte Stammstrecke. Ihre Streckenführung geht bereits aus den ersten U-Bahn-Planungen hervor. Sie sollte in den 1970er Jahren als erste Tunnelstrecke gebaut und 1988 eröffnet werden.
Stattdessen wurde der Bau der ersten und der zweiten Stammstrecke mit dem zweigeschossigen Innenstadttunnel vorgezogen. Um den späteren Aufwand für die Wehrhahn-Linie so gering wie möglich zu halten, entstand im Bereich des U-Bahnhofs Heinrich-Heine-Allee sowohl die untere Ebene (−3) für die Wehrhahn-Linie als auch ein kurzer Tunnelabschnitt (ca. 160 Meter). Da zu diesem Zeitpunkt ein Mittelbahnsteig baulich vorbereitet wurde, erhielt dieser Halt als einziger U-Bahnhof entlang der Wehrhahn-Linie einen Mittelbahnsteig.

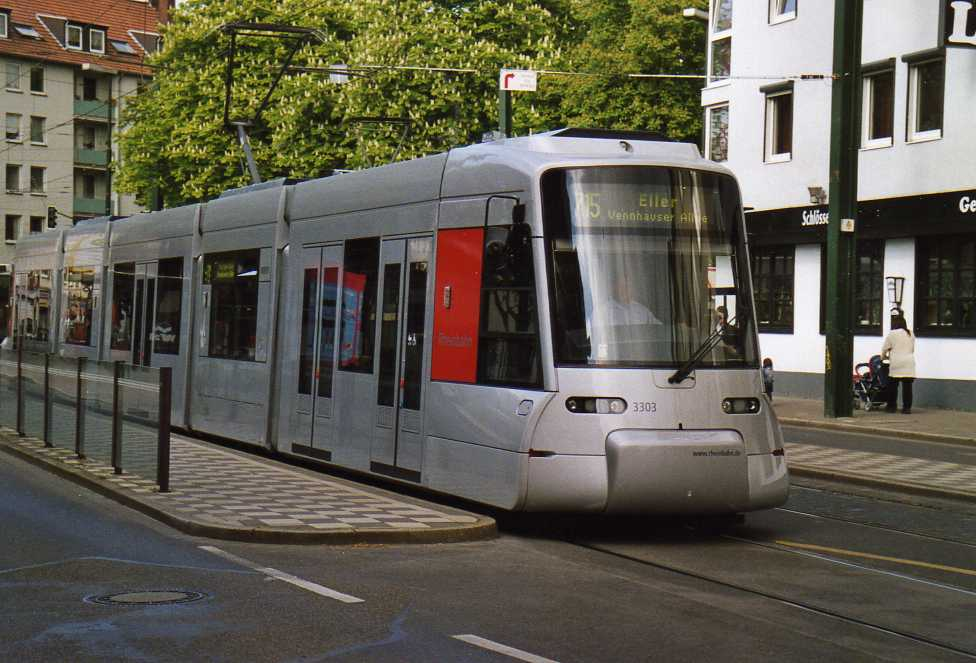
Das Fahrzeug für die Wehrhahn-Linie, Niederflurwagen des Typs NF8U, kurz nach Indienststellung 2007 im Einsatz als Straßenbahn.

Nach dem Beginn der Bauarbeiten des Oberbilker Tunnels beschäftigte sich der Düsseldorfer Stadtrat mit der dritten Stammstrecke im Stadtbahn-Netz. Die absehbaren hohen Kosten für eine im Innenstadtbereich vollständig im Tunnel geführte Strecke führten zu alternativen Überlegungen zur ursprünglichen Planung. So wurde durch die Rot-Grüne Ratsmehrheit im Jahr 1997 beschlossen, eine nur abschnittsweise im Tunnel zu führende Strecke unter dem Titel Heinrich-Heine-Linie zu untersuchen. Die Ergebnisse der Studie führten jedoch zu keinem befriedigenden Ergebnis, sodass noch vor der damals anstehenden Kommunalwahl eine SPD-CDU-Mehrheit am 19. August 1999 den Bau einer großen Lösung unter dem altbekannten Namen Wehrhahn-Linie beschloss. Diese sah einen Tunnel beginnend in Höhe der Lichtstraße im Nord-Osten und endend am Moorenplatz im Süden der Stadt vor. Im Laufe der Detaillierung der Pläne und der Anmeldung zur Förderung beim Land Nordrhein-Westfalen wurde jedoch deutlich, dass die dafür veranschlagten Mittel in Höhe von damals 1,2 Milliarden Mark für einen Tunnel dieser Länge nicht ausreichen würden. So stellte die Stadtverwaltung nach Anpassung der Pläne eine deutlich kürzere Tunnelvariante der Öffentlichkeit und dem Düsseldorfer Stadtrat vor.
Der nun fertiggestellte Tunnel ist 3,4 Kilometer lang und war damit das größte Bauvorhaben im Stadtbahnnetz der letzten Jahre. Nach dem von der Stadt Düsseldorf zwischen September und November 2004 betriebenen Planfeststellungsverfahren wurde der Planfeststellungsbeschluss durch die Bezirksregierung Düsseldorf im März 2007 erteilt. Nach dem ersten Spatenstich am 28. November 2007 am Standort des zukünftigen U-Bahnhofs Graf-Adolf-Platz begannen die Arbeiten im Februar 2008. Die Strecke beginnt mit einer Haltestelle an der Oberfläche beim S-Bahnhof Düsseldorf Wehrhahn. An diese schließt sich in Richtung Westen auf der bereits abschüssigen Straße die Tunnelrampe an. Danach folgt der U-Bahnhof Pempelforter Straße.
Ursprünglich waren zwei getrennte U-Bahnhöfe an den Kreuzungen Pempelforter Straße/Am Wehrhahn und Jacobistraße/Am Wehrhahn geplant. Letzterer sollte gemäß frühen Planungen der Kreuzungsbahnhof mit der Stammstrecke 4 werden. Aus Kostengründen wurden die beiden U-Bahnhöfe in der Straße Am Wehrhahn zu einem Bahnhof auf Höhe der Oststraße zusammengelegt.
Der nächste Bahnhof trägt den Namen Schadowstraße. Am U-Bahnhof Heinrich-Heine-Allee werden die ersten beiden Stadtbahnstrecken gekreuzt. Danach folgen die Bahnhöfe Benrather Straße, Graf-Adolf-Platz und Kirchplatz. Vor dem S-Bahnhof Düsseldorf-Bilk taucht die Strecke wieder aus dem Untergrund auf und hält dort an einer Haltestelle an der Oberfläche.
Die Eröffnung der Strecke erfolgte am 20. Februar 2016. Im Unterschied zu den bisher hochflurig ausgelegten Stadtbahnlinien in Düsseldorf wurde für die Wehrhahn-Linie ein Betrieb mit Niederflur-Fahrzeugen des Typs NF8U geplant. Dieser wurde speziell für den Betrieb auf dieser Stadtbahn-Strecke von der Rheinbahn bestellt und die ersten Wagen sind seit dem 18. April 2007 im Düsseldorfer Straßenbahnnetz im Einsatz.

### U-Dax
Der Bau der Düsseldorfer Stadtbahn wird seit dem ersten Spatenstich durch die Figur des U-Dax als Maskottchen begleitet. Die Figur wurde von dem damals in Hilden lebenden Baukreis-Künstler Joka Friedrich (* 4. November 1920 in Wiesbaden; † 21. April 2018) geschaffen. Dabei handelt es sich um einen Dachs in Gestalt eines Bauarbeiters mit blauer Latzhose und gleichfarbigem Schutzhelm. Auf Brusthöhe ist in Weiß das Logo der Stadtbahn Rhein-Ruhr abgebildet. Dieser wird sowohl als Identifikationsfigur in Informationsmaterialien eingesetzt als auch bei besonderen Anlässen durch kostümierte Personen dargestellt. Hinzu kommt die Ausgabe von Sammelfiguren aus Hartgummi zu besonderen Anlässen im Verlauf des Stadtbahnbaus.
Die erste dieser Figuren wurde am 24. März 1973, im Rahmen des ersten Spatenstiches in der Fischerstraße, ausgegeben. Sie stellt den U-Dax mit einem Presslufthammer in der Hand dar. Zwei bzw. drei Jahre später wechselte das Arbeitsgerät zu einem Spaten, den der U-Dax auf der Schulter trägt. Diese Figur erschien in Bezug zur Unterfahrung des Hofgartens in zwei Ausgaben, deren Unterschied einzig im hellen bzw. dunklen Blauton liegt. Der erste Spatenstich für den U-Bahnhof Heinrich-Heine-Allee am 13. Januar 1979 war der Anlass für die dritte Ausgabe. Hier stützt sich die Figur auf ein Umleitungsschild, um auf die mit dem Tunnelbau verbundenen zeitlich begrenzten Wegänderungen hinzuweisen. Im selben Jahr wird der Kö-Graben auf der Königsallee trockengelegt, die Fläche als Einrichtungsfläche für die Baustellen umgenutzt. Der Umzug der dort beheimateten Schwäne wird zum Thema für eine weitere Figur, die im September des gleichen Jahres erscheint. Dabei trägt der U-Dax einen Schwan im Arm, der Boden, auf dem er steht, ist mit dem Schriftzug Königsallee versehen.
Ein Jahr später erfolgte am 20. September 1980 der erste Spatenstich für den Umbau des Düsseldorfer Hauptbahnhofs. Der Knotenpunkt zwischen Stadtbahn und S-Bahn wird durch die Ausstattung des U-Dax mit Eisenbahnermütze und Winkerkelle (mit S-Bahn-Logo) symbolisiert. Der Bau des Tunnels zwischen Heinrich-Heine-Allee und Königsallee machte eine Unterfahrung des Wilhelm-Marx-Hauses und unter diesem ein Abfangbauwerk notwendig. Die 1981 erschienene Figur stemmt daher ein Modell des Gebäudes in die Höhe und trägt einen gelben Helm. Die Nachfolgefigur wurde, wie schon die zweite Ausgabe, zweimal aufgelegt und erschien im Kontext zum Bau der beiden U-Bahnhöfe Steinstraße/Königsallee und Oststraße. Die Version vom März 1983 trägt zum ersten Mal statt des Stadtbahn-Logos das Düsseldorfer Stadtwappen auf der Latzhose. Der U-Dax zeigt sich in Bewegung und streckt den Daumen in die Höhe. Die zweite Auflage im September 1985 unterscheidet sich in zwei Punkten. So ist wieder das Stadtbahn-Logo abgebildet und auf dem Bauhelm befindet sich das Logo der am Bau beteiligten Firma Strabag.
Nachdem alle Figuren bis dahin zu Beginn von Baumaßnahmen herausgegeben wurden, erfolgte am 7. Mai 1988 die Veröffentlichung der nächsten Figur zur Inbetriebnahme der Düsseldorfer Stadtbahn. Der U-Dax trägt dabei eine graue Schaffnermütze mit Rheinbahn-Logo und ein Handgerät zum Fahrkartenverkauf. Nach zweijähriger Pause wurde der Stadtbahnbau an der Erkrather Straße/Ronsdorfer Straße in Richtung Eller fortgesetzt. Die Verlegung der Gleise in den Tunnel ermöglichte an vielen Stellen die Neupflanzung von Bäumen. Einen ebensolchen trägt der im Dezember 1990 erschienene U-Dax in der Hand. Sieben Jahre später begann im Januar 1997 der Bau des Oberbilker Tunnels. Der vom U-Dax hochgestemmte Tübbing verdeutlicht die hier erstmals in Düsseldorf eingesetzte Bauform des Schildvortriebs.
Erstmals in der Geschichte des Düsseldorfer Stadtbahnbaus wurde am 12. Januar 2004 eine Baumaßnahme begonnen, die ausschließlich oberirdisch verortet war. Die Anbindung der LTU arena sollte durch einen neuen, dreigleisigen U-Bahnhof erfolgen. Zu diesem Zweck wurde die Figur um ein Modell der Arena ergänzt, in die der liegende U-Dax hineinschaut. Die Gesichtszüge und der Körper wurden mit dieser Ausgabe deutlich verändert. Der Baubeginn der Wehrhahn-Linie wurde mit dem ersten Spatenstich am 28. November 2007 auf dem Graf-Adolf-Platz begangen. Das für den Platz prägende Hochhaus GAP 15 ergänzt bei der zu diesem Anlass erschienenen Figur den zum Spatenstich ansetzenden U-Dax. Die bislang letzte Figur erschien am 1. März 2010, hier präsentiert der U-Dax mit ausgestreckten Händen das Schneiderad der Schildvortriebsmaschine für den Tunnelbau der Wehrhahn-Linie. Anlass waren der Beginn der Schildfahrt und die Taufe des Tunnels, die nördlich des Bahnhofs Bilk begann. Damit sind bislang 15 unterschiedliche Figuren erschienen.

### Planungen

#### Messeumfahrung
| \| \| \| weiter Richtung Freiligrathplatz \| \| \| \| Merkur Spiel-Arena/Messe Nord \| \| \| \| Wendeschleife Am Staad \| \| \| \| geplante Stadtbahnstrecke Richtung Neuss (U81) \| \| \| \| gepl. Rampe Messe West \| \| \| \| Messe-Süd \| \| \| \| gepl. Rampe Messe Ost \| \| \| \| Abzweig U79 \| \| \| \| Richtung Heinrich-Heine-Allee (siehe Innenstadttunnel) \| |  |                                                        |                                                        |
| U-Bahn-Strecke |  | weiter Richtung Freiligrathplatz                       | weiter Richtung Freiligrathplatz                       |
| U-Bahn-Bahnhof |  | Merkur Spiel-Arena/Messe Nord                          | Merkur Spiel-Arena/Messe Nord                          |
| |  | Wendeschleife Am Staad                                 |                                                        |
| U-Bahn-Abzweig geradeaus und nach rechts (Strecke außer Betrieb) |  | geplante Stadtbahnstrecke Richtung Neuss (U81)         | geplante Stadtbahnstrecke Richtung Neuss (U81)         |
| U-Bahn-Tunnelanfang (Strecke außer Betrieb) |  | gepl. Rampe Messe West                                 | gepl. Rampe Messe West                                 |
| U-Bahn-Bahnhof (Strecke außer Betrieb) (im Tunnel) |  | Messe-Süd                                              | Messe-Süd                                              |
| U-Bahn-Tunnelende (Strecke außer Betrieb) |  | gepl. Rampe Messe Ost                                  | gepl. Rampe Messe Ost                                  |
| U-Bahn-Abzweig ehemals geradeaus und von links |  | Abzweig U79                                            | Abzweig U79                                            |
| U-Bahn-Strecke |  | Richtung Heinrich-Heine-Allee (siehe Innenstadttunnel) | Richtung Heinrich-Heine-Allee (siehe Innenstadttunnel) |

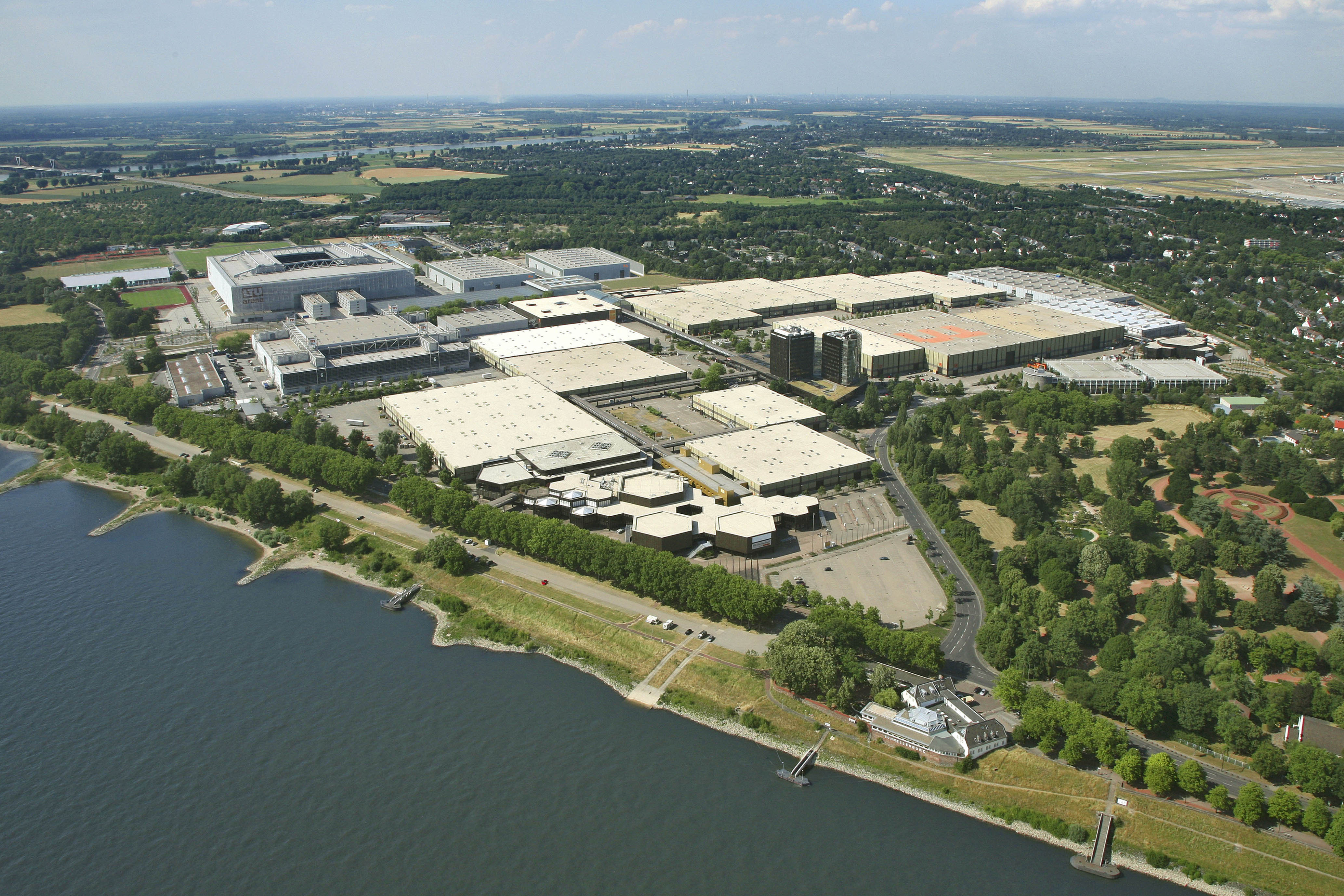
Blick auf das Messegelände, im Vordergrund der Eingang Süd

Die Anbindung des Südeingangs des Düsseldorfer Messegeländes an das Stadtbahnnetz wird seit den 1990er Jahren forciert. Dabei wurde sowohl eine Streckenführung an der Oberfläche als auch eine im Tunnel untersucht und diskutiert, um dem Wunsch der Messegesellschaft nach einer besseren Verkehrsanbindung Rechnung zu tragen. Die von einer Rot-Grünen Ratsmehrheit gestützten Planungen sahen eine durchgehend oberirdische Trasse vor. Im Kommunalwahlkampf 1999 wurde die Diskussion zwischen einer oberirdischen und einer Tunnellösung von einer Bürgerinitiative thematisiert und zu einem stadtweiten Thema. Infolge der Wahl und dem Wechsel zu einer schwarz-gelben Ratsmehrheit wurde das Konzept für eine oberirdische Lösung verworfen und die Verwaltung mit der Untersuchung einer im Tunnel geführten Strecke beauftragt.
Bei beiden Varianten war und ist ein Abzweig zwischen den Haltestellen Reeser Platz und Nordpark/Aquazoo geplant, bei der Tunnellösung mithilfe einer Rampe. In Höhe einer ehemals durch die britische Armee genutzten Fläche soll die Trasse von der Kaiserswerther Straße nach Westen geführt werden. Im weiteren Verlauf passiert diese die Engländerwiese am südlichen Rand des Nordparks und verschwenkt kurz vor dem Rheinufer nach Norden in die Rotterdamer Straße. In deren Verlauf passiert sie den Messeeingang Süd, wo der U-Bahnhof Messe-Süd errichtet werden soll. Kurz vor dem Erreichen der Heinz-Ingenstau-Straße in Höhe der RheinHalle soll die Strecke wieder an die Oberfläche führen. Nach einem Schwenk nach Osten wird der 2004 fertiggestellte U-Bahnhof Merkur Spiel-Arena/Messe Nord und damit das bestehende Stadtbahnnetz erreicht.
Nach Ankündigungen seitens der Landesregierung von Nordrhein-Westfalen ist eine vollwertige Förderung des Tunnelprojektes jedoch nicht absehbar. Daher wurden Überlegungen angestellt, die Förderung an einer Streckenführung an der Oberfläche auszurichten und die durch den Tunnel entstehenden Mehrkosten allein von der Landeshauptstadt Düsseldorf tragen zu lassen.
Am 11. Februar 2009 beschloss die Mehrheit von CDU und FDP im Düsseldorfer Verkehrsausschuss den Bau der Strecke, mit kalkulierten Kosten in Höhe von 85 Millionen Euro. Dieser Beschluss wurde jedoch noch im selben Jahr wieder relativiert. Angesichts der schwierigen wirtschaftlichen Lage stellte der Düsseldorfer Oberbürgermeister Elbers eine Verschiebung der Planung um fünf bis sechs Jahre in Aussicht. Die Realisierungschancen dieser Strecke erhöhen sich jedoch mit den Planungen für eine Verbindung zwischen Messe und Flughafen. Die für den Betrieb vorgesehene Linie U80 soll am Hauptbahnhof starten und über das Messegelände den Flughafen erreichen. Diese lässt sich jedoch nur mit einer Umfahrung des Messegeländes ermöglichen.
| Linie | Linienverlauf                                              | Eröffnung | Länge (km) | Haltestellen (U-Bahnhöfe) |
| ----- | ---------------------------------------------------------- | --------- | ---------- | ------------------------- |
| U80   | Düsseldorf Hbf – Messe Süd – Merkur Spiel-Arena/Messe-Nord | offen     | 2,2        | 0 (1)                     |

#### Flughafenlinie

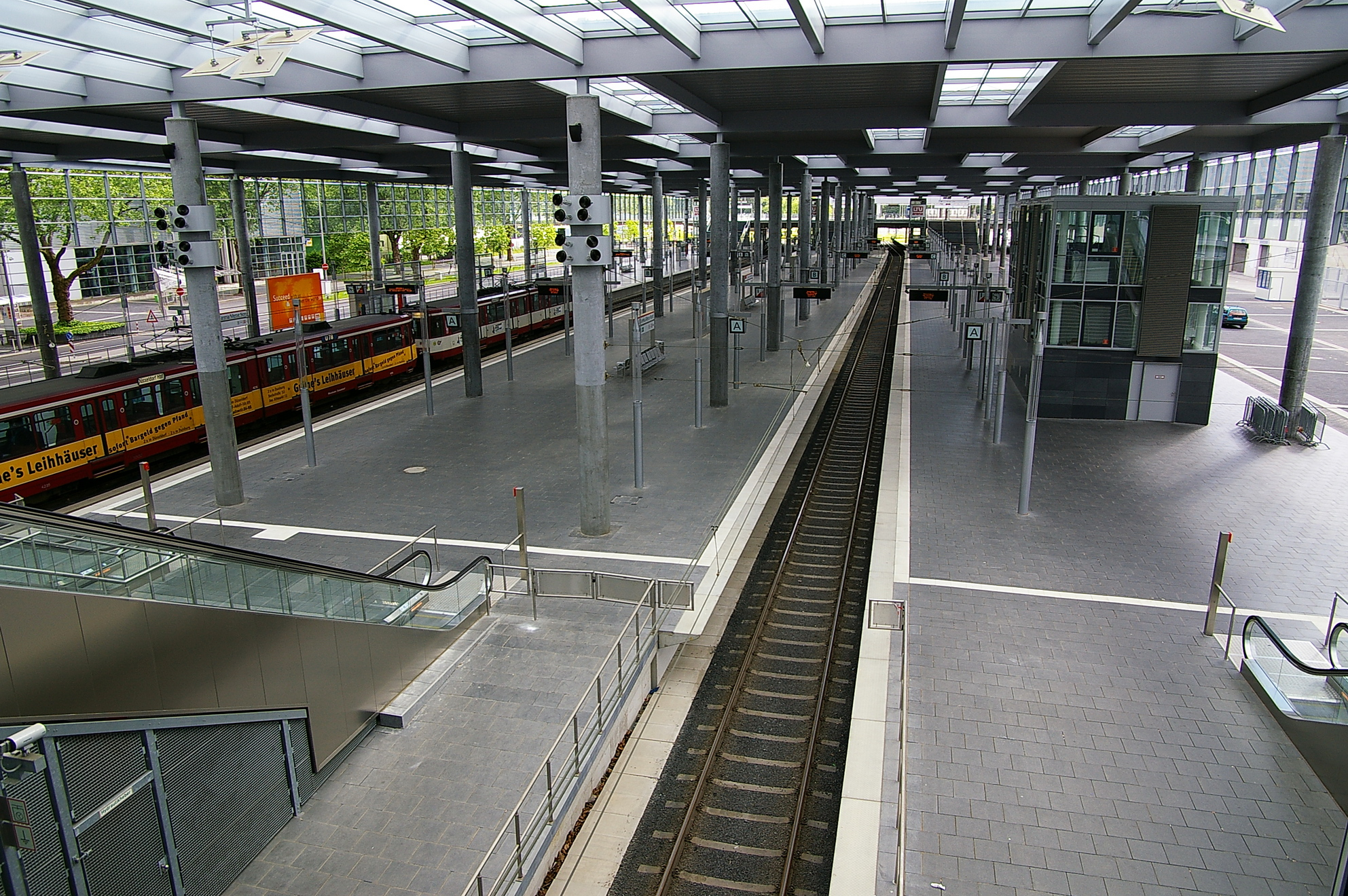
Blick in den U-Bahnhof Merkur Spiel-Arena/Messe Nord

Die für diese Linie neu zu bauende Strecke beginnt am heutigen U-Bahnhof Merkur Spiel-Arena/Messe Nord und soll dort auf einer neuen Brücke den Rhein queren. Linksrheinisch kreuzt sie in Lörick die Strecke der Linien U70 und U76 und bindet im weiteren Verlauf das südliche Meerbusch an. Daran anschließend erreicht sie die bereits bestehende und von der U75 bediente Haltestelle Handweiser.
Die Umsetzung der Planung wurde am 27. September 2001 vom Rat der Stadt Düsseldorf im Zusammenhang mit der Olympiabewerbung beschlossen. Diese Trasse wurde von der Bezirksregierung als sinnvoll angesehen, dennoch stehen für die Umsetzung zurzeit keine Finanzmittel des Landes zur Verfügung. Im März 2022 gab Landesverkehrsministerin Ina Brandes jedoch ein entsprechendes Engagement bekannt.
In der Diskussion steht zudem eine Verlängerung dieser Planungen über die Messe hinaus bis zum Flughafen und Ratingen-West. Die Trassierungsplanungen von der Messe bis zum Flughafen waren zum Jahreswechsel 2005/2006 weitgehend abgeschlossen. Für das andere Ende der Strecke gibt es Planungen, die Trasse entlang des Neusser Rheinhafens bis ins geplante Gewerbegebiet Hammfeld und Rheinparkcenter zu verlängern. Neuerdings wird auch eine kleine Lösung von der Merkur Spiel-Arena/Messe zum Flughafen diskutiert.
| Linie | Linienverlauf                                                                                           | Eröffnung    | Länge (km) | Haltestellen (U-Bahnhöfe) |
| ----- | --- | ------------ | ---------- | ------------------------- |
| U81   | Neuss – Lörick – Merkur Spiel-Arena/Messe-Nord – Flughafen Terminal – Flughafen Bahnhof – Ratingen-West | ?            | ?          | ?                         |
| U82   | Bauabschnitt Freiligrathplatz – Flughafen Terminal                                                      | geplant 2025 | 1,9        | (1)                       |

#### Tunnel Kennedydamm
| \| \| \| Rampe Reeser Straße \| \| \| \| Theodor-Heuss-Brücke \| \| \| \| Kennedydamm \| \| \| \| Richtung Heinrich-Heine-Allee (siehe Innenstadttunnel) \| |  |                                                        |                                                        |
| U-Bahn-Tunnelanfang |  | Rampe Reeser Straße                                    | Rampe Reeser Straße                                    |
| U-Bahn-Bahnhof (im Tunnel) |  | Theodor-Heuss-Brücke                                   | Theodor-Heuss-Brücke                                   |
| U-Bahn-Bahnhof (im Tunnel) |  | Kennedydamm                                            | Kennedydamm                                            |
| U-Bahn-Strecke (im Tunnel) |  | Richtung Heinrich-Heine-Allee (siehe Innenstadttunnel) | Richtung Heinrich-Heine-Allee (siehe Innenstadttunnel) |

Der zuerst gebaute Stadtbahntunnel, der bisher hinter dem U-Bahnhof ERGO-Platz/Klever Straße endet, soll über den Kennedydamm hinaus verlängert werden. Daran anschließend würden die neuen U-Bahnhöfe Kennedydamm und Theodor-Heuss-Brücke entstehen. Eine Rampe würde kurz vor der Haltestelle Reeser Platz die Anbindung an die bestehende Strecke, die ab dort einen eigenen Gleiskörper besitzt, ermöglichen. Die Haltestelle Golzheimer Platz würde bei Fertigstellung geschlossen.
Der bestehende Tunnel endet bisher direkt vor dem querenden vielbefahrenen Kennedydamm. So werden die Bahnen regelmäßig zum Warten gezwungen. Im weiteren Straßenverlauf teilt sich die Stadtbahn den Straßenraum mit dem Individualverkehr, zum Teil durch Fahrbahnmarkierungen räumlich getrennt. Die drei Haltestellen in diesem Bereich werden dem Stadtbahn-Standard bislang nicht gerecht. Sie entsprechen durch ihre Lage am Fahrbahnrand weiterhin einer schlecht ausgestatteten Straßenbahn-Haltestelle.
Im Kommunalwahlkampf 2004 wurde eine Variante dieser Strecke diskutiert. Diese sah vor, über einen Schwenk der Strecke nach Osten die entlang des Kennedydamms angesiedelten Betriebe besser anzuschließen.
Die Planungen wurden jedoch trotz eines Eintrags im Nahverkehrsplan 2002–2007 auf unabsehbare Zeit zurückgestellt. Im Nahverkehrsplan 2017 wird das Projekt wieder als langfristig (nach 2030) realisierbar eingestuft.
| Linie | Linienverlauf                                                                                   | Eröffnung | Länge (km) | Haltestellen (U-Bahnhöfe) |
| ----- | ----------------------------------------------------------------------------------------------- | --------- | ---------- | ------------------------- |
| U78   | Düsseldorf Hbf – Kennedydamm – Theodor-Heuss-Brücke – Merkur Spiel-Arena/Messe Nord             | offen     | 1,3        | 0 (2)                     |
| U79   | Uni Ost/Bot. Garten – Kennedydamm – Theodor-Heuss-Brücke – DU-Meiderich Bf                      | offen     | 1,3        | 0 (2)                     |
| U80   | Düsseldorf Hbf – Kennedydamm – Theodor-Heuss-Brücke – Messe Süd – Merkur Spiel-Arena/Messe-Nord | offen     | 1,3        | 0 (2)                     |
| U82   | Düsseldorf Hbf – Kennedydamm – Theodor-Heuss-Brücke – Flughafen Terminal                        | offen     | 1,3        | 0 (2)                     |

### Bauvorleistungen

#### U-Bahnhof Heinrich-Heine-Allee
Der U-Bahnhof Heinrich-Heine-Allee verfügte viele Jahre über eine öffentlich nicht zugängliche dritte Ebene. Diese war eine Bauvorleistung für die Wehrhahn-Linie. Deren Bau war bei Fertigstellung des Bahnhofs im Jahr 1988 bereits geplant und wurde 2016 vollendet. Der Ausbauzustand vor der Aufnahme der Bautätigkeiten für die Wehrhahn-Linie war nur rudimentär. Es wurden lediglich zwei Tunnelabschnitte und Treppenzugänge von den Bahnsteigen der Stammstrecken 1 und 2 errichtet. Ein vollständiger Bahnsteig existierte nicht. Aufgrund der bereits errichteten Tunnelabschnitte muss dieser jedoch als Mittelbahnsteig ausgeführt werden. Die übrigen Bahnhöfe entlang der Tunnelstrecke verfügen hingegen über Seitenbahnsteige. Dieser Bahnhof ist hauptsächlich der Grund für die Anschaffung der neuen NF8U-Züge, welche mit beidseitigen Türen den Einstieg auf der linken Seite ermöglichen.

#### U-Bahnhof Angerbogen
Die Planungen der 1970er Jahre sahen auf Duisburger Stadtgebiet zwischen den Stationen Kesselsberg und St.-Anna-Krankenhaus eine Trabantenstadt für mehrere Tausend Einwohner vor. Zu diesem Zweck wurde damals ein Bahnhof für die heutige Linie U79 geplant und errichtet. Da die Planungen für die Großwohnsiedlung nicht weiter verfolgt wurden, gab es kein bedeutendes Einzugsgebiet für den Bahnhof und die bereits fertiggestellte Station ging nie in Betrieb.